# Harbin
Harbin (xinès tradicional: 哈爾濱, xinès simplificat: 哈尔滨, pinyin: Hā'ěrbīn) és una ciutat de la Xina. És la capital i ciutat més poblada de la regió de Heilongjiang, i la segona ciutat més poblada de la regió del Nordest de la Xina.
La ciutat actual té origen l'any 1898 amb la construcció del ferrocarril de Vladivostok a Dalian. Durant la Guerra Civil Russa la ciutat va ser ocupada per l'exèrcit blanc, i hi van emigrar molts russos, que en van canviar la fesomia, fins al punt que la ciutat va arribar a ser coneguda com a "Moscou d'Orient". A la seua arquitectura es troben molts edificis característicament russos, com la Catedral ortodoxa de Santa Sofia (acabada el 1932). La ciutat va ser ocupada pels japonesos el 1932, pels soviètics el 1945, pels xinesos del Guomindang, que no arribaren a entrar en la ciutat, i finalment per l'Exèrcit Popular d'Alliberament el 1946. De clima fortament continental, té uns hiverns molt freds dominats per condicions anticiclòniques siberianes. Això possibilita que s'hi realitzi durant l'hivern un important festival d'escultures amb gel.
Amb els seus hiverns molt freds, Harbin és coneguda com la Ciutat del Gel (xinès simplificat: 冰城) pel seu turisme i recreacions hivernals, destacant-ne el festival d'escultures de gel a l'hivern. Ben coneguda pel seu llegat i arquitectura històrica russa, la ciutat és reconeguda per la seua influència europea, i serveix com a important porta d'entrada en el comerç sino-rus actual. Harbin és un centre polític, econòmic, científic, cultural i de comunicacions al nord-est de la Xina, així com una important base industrial de la nació. La ciutat va ser seleccionada com a "Ciutat Turística de la Xina" per l'Administració Nacional de Turisme el 2004.
Harbin és una de les 100 ciutats i àrees metropolitanes més importants del món per producció de recerca científica segons el seguiment del Nature Index. La ciutat acull diverses universitats importants, com ara la Harbin Engineering University, la Harbin Medical University, la Northeast Agricultural University, la Harbin University of Science and Technology, la Northeast Forestry University i la Heilongjiang University. En particular, l'Institut Tecnològic de Harbin es classifica constantment com una de les millors universitats del món en el camp de l'enginyeria.

## Història

### Antiguitat

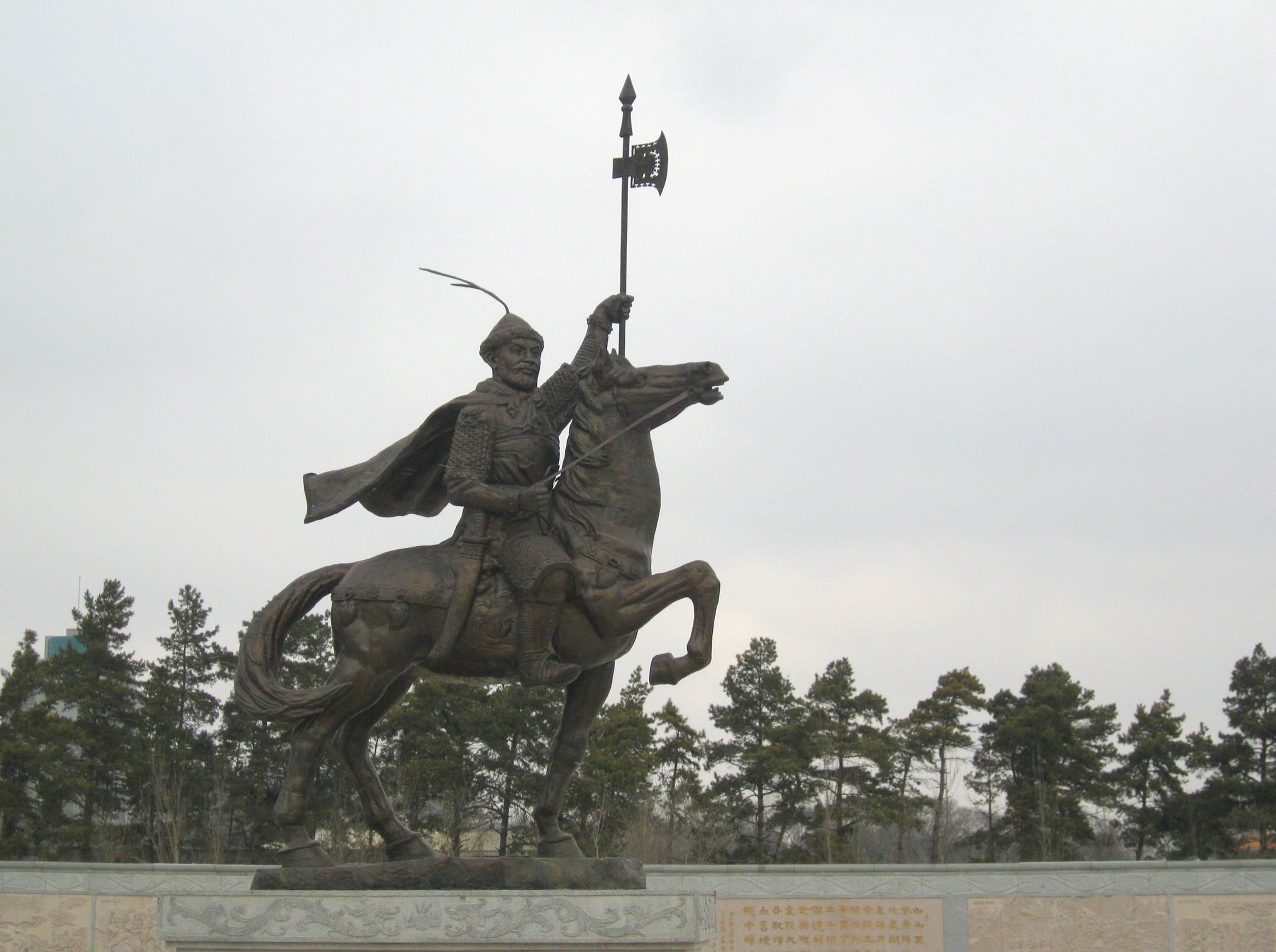
Monument de Wanyan Aguda al districte d'Acheng.

Hi ha constància d'assentaments humans a la zona de Harbin des d'almenys l'any 2200 aC durant les darreries de l'edat de pedra. Wanyan Aguda, fundador i primer emperador (regna de 1115–1123) de la dinastia Jin (1115–1234), va nàixer a les tribus Jurchen Wanyan que residien a prop del riu Ashi de la regió. El 1115 aC, Aguda va establir la capital Jin, Shangjing, a la prefectura de Huining, ubicada a l'actual districte d'Acheng de Harbin. Després de la mort d'Aguda, el nou emperador Wanyan Sheng va ordenar la construcció d'una nova ciutat amb un pla uniforme. La planificació i la construcció van emular les principals ciutats xineses, en particular Bianjing (Kaifeng), encara que la capital de Jin era més menuda que la de la dinastia Song del Nord. La prefectura de Huining va servir com a primera capital de l'imperi Jin fins que Wanyan Liang (el quart emperador de la dinastia) va traslladar la capital a Yanjing (actual Beijing) el 1153. Liang fins i tot va arribar a destruir tots els palaus de l'antiga capital el 1157. El successor de Wanyan Liang, Wanyan Yong (emperador Shizong) va restaurar la ciutat i la va establir com a capital secundària el 1173. Les ruïnes de la prefectura de Shangjing Huining van ser descobertes i excavades al voltant de 2 km (1.2 mi) de l'actual àrea urbana central d'Acheng. El lloc de les antigues ruïnes de la capital de Jin és una reserva històrica nacional i s'hi pot trobar el Museu d'Història de la dinastia Jin. El museu, obert al públic, va ser renovat a finals de 2005. Als terrenys del museu hi ha estàtues muntades d'Aguda i del seu comandant en cap Wanyan Zonghan (també Nianhan). Molts dels artefactes que s'hi trobaren s'exhibeixen a Harbin.
Després de la conquesta mongol de l'Imperi Jin (1211–1234), la prefectura de Huining va ser abandonada. Al segle xvii, els manxús van utilitzar materials de construcció de la prefectura de Huining per construir el seu nou bastió a Alchuka. Pel que fa a l'economia, la regió de Harbin es va mantenir en gran part rural fins al segle xix, amb més de deu pobles i unes 30.000 persones habitant els actuals districtes urbans de la ciutat a finals del segle xix.

### Ciutat internacional
Un poble menut el 1898 es va convertir en la moderna ciutat de Harbin. L'enginyer polonès Adam Szydłowski va dibuixar els plànols de la ciutat després de la construcció del ferrocarril oriental de la Xina, que l'Imperi Rus havia finançat. Els russos van seleccionar Harbin com a base de la seua administració sobre el ferrocarril i la zona ferroviària oriental xinesa. Els ferrocarrils van ser construïts en gran part per enginyers russos i treballadors contractats. El ferrocarril oriental xinés va ampliar el ferrocarril transiberià: reduint substancialment la distància de Chita a Vladivostok i enllaçant també la nova ciutat portuària de Dalny (Dalian) i la base naval russa de Port Arthur (Lüshun). L'assentament fundat pel ferrocarril oriental, de propietat russa, va experimentar ràpidament un auge, esdevenint ciutat en cinc anys. La majoria dels colons a Harbin provenien del sud d'Ucraïna (Imperi Rus). A més dels ucraïnesos, hi havia molts russos, jueus, polonesos, georgians i tàrtars.
La ciutat estava pensada com un aparador de l'imperialisme rus a Àsia i l'estudiós nord-americà Simon Karlinsky, que va nàixer a Harbin el 1924 en el si d'una família jueva-russa, va escriure que a Harbin "els edificis, els bulevards i els parcs es van planificar, molt abans de la Revolució d'Octubre, per distingits arquitectes russos i també per urbanistes suïssos i italians", donant a la ciutat un aspecte molt europeu. A partir de finals del segle xix, una afluència massiva de xinesos han arribar a Manxúria, i aprofitant els rics sòls, van fundar granges que van convertir Manxúria en el "graner de la Xina", mentre que altres van anar a treballar a les mines i fàbriques, que feren del Nord-est una de les primeres regions de la Xina a industrialitzar-se. Harbin es va convertir en un dels principals punts a través dels quals s'enviaven aliments i productes industrials fora de la regió. Un signe de la riquesa de Harbin va ser que un teatre s'havia establert durant la primera dècada i el 1907 s'hi va estrenar l'obra K zvezdam de Leonid Andreyev.

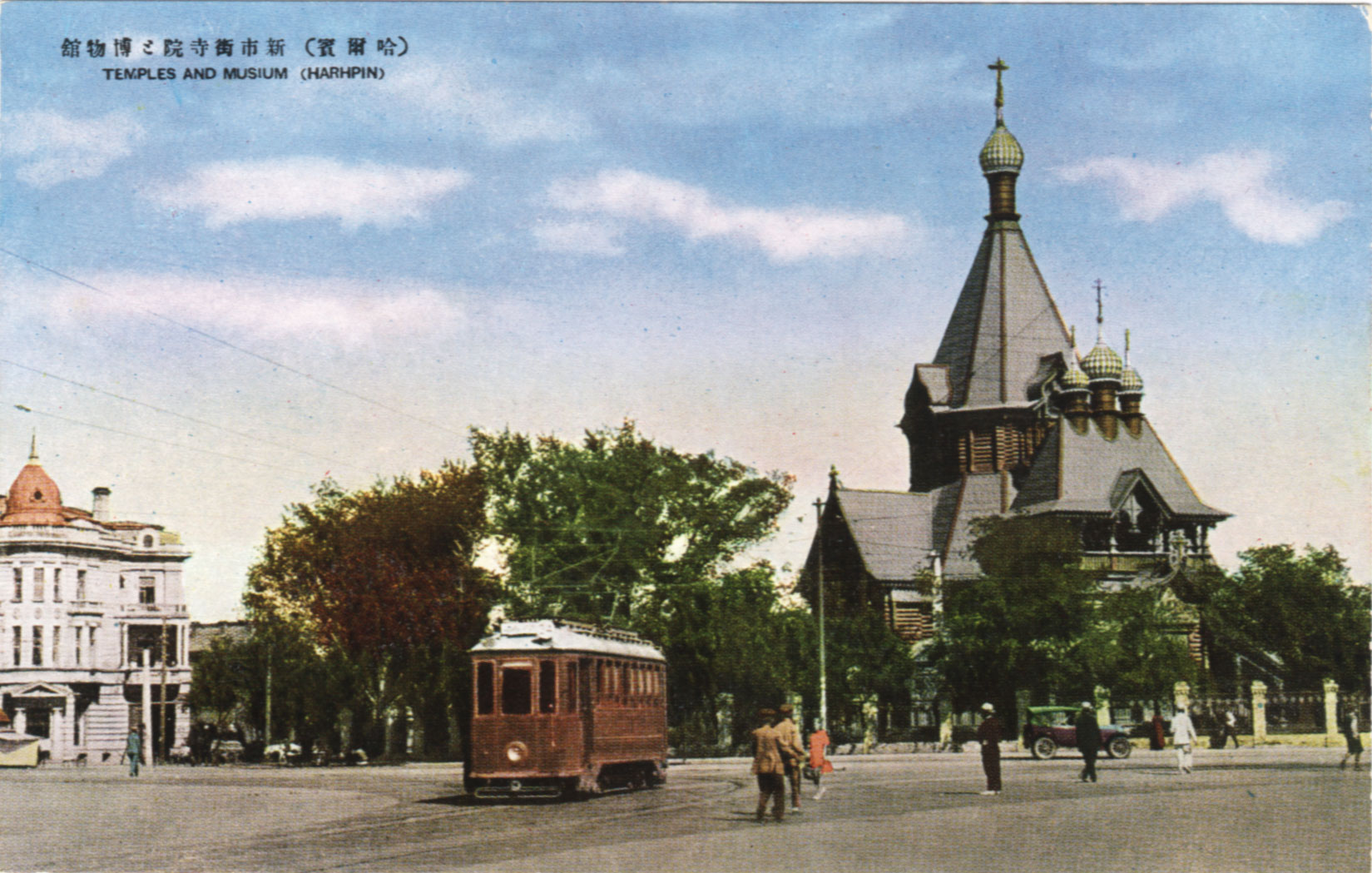
Sant Nicolau, una església ortodoxa russa a Harbin, cap al 1940, abans de ser enderrocada durant la Revolució Cultural.

Durant la guerra russo-japonesa (1904–05), Rússia va utilitzar Harbin com a base per a les operacions militars a Manxúria. Després de la derrota de Rússia, la seua influència en la zona va disminuir. Diversos milers de nacionals de 33 països, inclosos els Estats Units, Alemanya i França, es van traslladar a Harbin. Setze països van establir consolats per atendre els seus nacionals, que van establir diversos centenars d'empreses industrials, comercials i bancàries. Es van reconstruir esglésies per als ortodoxos russos, protestants luterans/alemanys i els catòlics polonesos. Els capitalistes xinesos també van establir negocis, especialment en els sectors de l'alimentació, el textil, i la cervesa, esdevenint la ciutat xinesa amb més consum del producte. Una de les principals empreses cerveseres de la Xina, Haerbin Pijiu Jituan, va ser creada a la ciutat el 1900. A inicis del segle xx, Harbin es va convertir en el centre econòmic del nord-est de la Xina i en una metròpoli internacional.
El ràpid creixement de la ciutat va desafiar el sistema sanitari públic. El pitjor brot de pesta pneumònica registrat mai es va estendre a Harbin a través del ferrocarril transmanxurià des del port de comerç fronterer de Manzhouli. La plaga va durar des de finals de tardor de 1910 fins a la primavera de 1911 i va matar 1.500 habitants de Harbin (la majoria d'ètnia xinesa), o al voltant del cinc per cent de la població en aquell moment. Aquell va ser l'inici de l'anomenada pandèmia de pesta de Manxúria, que finalment es va cobrar 60.000 víctimes. A l'hivern de 1910, el Dr. Wu Lien-teh (més tard el fundador de la Universitat Mèdica de Harbin) va rebre instruccions del Ministeri d'Afers Exteriors de Beijing per a viatjar a Harbin a investigar la pesta. El doctor Wu va demanar una sanció imperial per incinerar les víctimes de la pesta, ja que la cremació de les víctimes infectades va resultar ser el punt d'inflexió de l'epidèmia. La supressió de la pandèmia de pesta va canviar el progrés mèdic a la Xina. El doctor Wu Lien-teh té estàtues de bronze a la Universitat Mèdica de Harbin per recordar les seues contribucions en la promoció de la salut pública, la medicina preventiva i l'educació mèdica.
La primera generació de russos de Harbin eren principalment els constructors i empleats del ferrocarril oriental de la Xina. Es van traslladar a Harbin per a treballar al ferrocarril, en un moment en què Harbin no era una ciutat establerta. La ciutat va ser construïda pràcticament des de zero pels constructors i els primers pobladors, que van construir cases, i van portar mobles i objectes personals de Rússia. Després de l'epidèmia de pesta de Manxúria, la població d'Harbin va continuar augmentant fortament, especialment dins de la Zona del Ferrocarril. El 1913 el cens del ferrocarril oriental de la Xina va mostrar la seua composició ètnica com: russos – 34.313, xinesos (és a dir, inclosos Hans, manxús, etc.) – 23.537, jueus – 5.032, polonesos – 2556, japonesos – 696, alemanys – 564, tàrtars – 234, letons – 218, georgians – 183, estonians – 172, lituans – 142, armenis – 124; també hi havia karaims, ucraïnesos, bashkirs i alguns europeus occidentals. En total, 68.549 ciutadans de 53 nacionalitats, parlant 45 idiomes. La investigació mostra que només l'11,5 per cent de tots els residents havien nascut a Harbin. El 1917, la població de Harbin superava els 100.000, amb més de 40.000 d'ells d'ètnia russa.

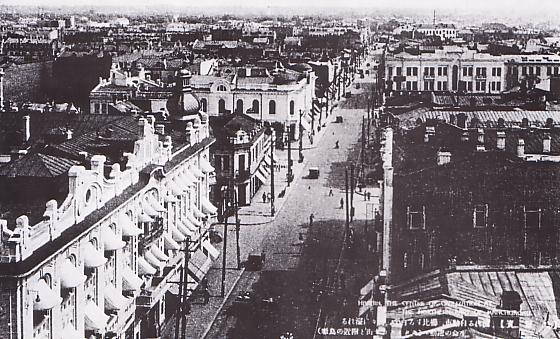
El carrer Kitayskaya de Harbin (en rus vol dir "carrer xinés"), ara carrer Zhongyang, abans del 1945.

Després de la Gran Revolució Socialista d'Octubre de Rússia el novembre de 1917, més de 100.000 guàrdies blancs russos derrotats i refugiats es van retirar a Harbin, que es va convertir en un important centre d'emigrats russos blancs i el major enclavament rus fora de la Unió Soviètica. Karlinsky va assenyalar que una diferència important amb els emigrats russos que van arribar a Harbin va ser: "A diferència dels emigrats russos que van anar a París o Praga o fins i tot a Shanghai, els nous residents d'Harbin no eren una minoria envoltada per una població estrangera. En canvi, es van trobar en una ciutat pràcticament russa, poblada principalment per persones amb arrels al sud de la Rússia europea". La ciutat tenia un sistema escolar rus, així com diaris i revistes en llengua russa. La comunitat russa Harbintsy comptava amb uns 120.000 membres en el seu apogeu a principis dels anys vint. Molts dels russos de Harbin eren rics, cosa que de vegades va confondre els visitants estrangers que esperaven el contrari, com per exemple l'escriptor nord-americà Harry A. Franck, que al seu llibre de 1923 Wanderings in North China escrivia que les "dames russes tan ben vestides com a les curses de París". [que] "passejaven amb homes vestits impecablement pels estàndards europeus", el que el va portar a preguntar-se com havien aconseguit aquella "aparença enganyosa".

L'Institut Tecnològic de Harbin es va establir el 1920 com a Escola Sino-Russa d'Indústria per a educar enginyers ferroviaris mitjançant un mètode d'ensenyament rus. Els estudiants podien triar entre dos especialitats en aquell moment: Construcció de ferrocarrils o Enginyeria mecànica elèctrica. El 2 d'abril de 1922, l'escola va passar a anomenar-se Universitat Industrial Sino-Russa. Les especialitats originals finalment es van convertir en dos departaments principals: el Departament de Construcció de Ferrocarrils i el Departament d'Enginyeria Elèctrica. Entre 1925 i 1928 el rector de la universitat va ser Leonid Aleksandrovich Ustrugov, viceministre rus de Ferrocarrils amb Nicolau II, abans de la Revolució Russa, ministre de Ferrocarrils sota el govern de l'almirall Koltxak i una figura clau en el desenvolupament del ferrocarril oriental de la Xina.

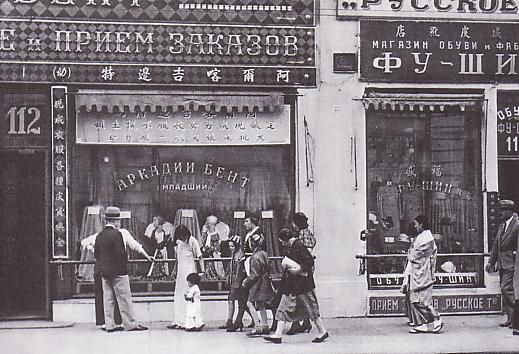
Tres nacionalitats diferents –xinesos, japonesos i russos– al carrer Kitaiskaia.

La comunitat russa a Harbin va fer seua la missió de preservar la cultura prerevolucionària de Rússia. La ciutat tenia nombrosos diaris, revistes, biblioteques, teatres i dos companyies d'òpera en llengua russa. Un dels famosos poetes russos a Harbin va ser Valery Pereleshin, que va començar a publicar la seua poesia intensament homoeròtica el 1937, i també va ser un dels pocs escriptors russos a Harbin que va aprendre mandarí. La temàtica de la poesia de Pereleshin va causar problemes amb el Partit Feixista Rus, i va fer que Pereleshin abandonara Harbin cap a Shanghai, i finalment els Estats Units. No tots els diaris russos eren d'alta qualitat, i Karlinsky va dir que Nash put', el diari del Partit Feixista Rus, era "l'exemple més baix de periodisme d'albelló que Harbin havia vist mai". Nikolai Baikov, un escriptor rus a Harbin, fou conegut per les seues novel·les sobre la vida a l'exili en aquella ciutat juntament amb els seus relats dels seus viatges per Manxúria i el folklore de la població manxú i xinesa. Boris Yulsky, un jove escriptor rus que va publicar els seus contes al diari Rubezh era considerat un escriptor prometedor la carrera del qual es va vore truncada quan va abandonar la literatura per l'activisme al Partit Feixista Rus i l'addicció a la cocaïna. El moya-tvoya (meu–teu), una llengua pidgin que era una combinació de rus i xinés mandarí que s'havia desenvolupat al segle xix quan els xinesos treballaven a Sibèria, era considerada essencial pels empresaris xinesos de Harbin.
A principis de la dècada de 1920, segons estudis contemporanis d'estudiosos xinesos, més de 20.000 jueus vivien a Harbin. Després de 1919, el doctor Abraham Kaufman va tindre un paper destacat a la gran comunitat jueva russa de Harbin. La República de la Xina va interrompre les relacions diplomàtiques amb la Unió Soviètica el 1920, deixant molts russos en una condició estranya, ja que arran de la revolució molts dels russos de la Xina eren considerats apàtrides. Quan el ferrocarril oriental i el govern de Beijing van anunciar el 1924 que acceptaven que el ferrocarril només contractaria nacionals russos o xinesos, els emigrants es van vore obligats a anunciar la seua lleialtat ètnica i política. A partir del 1924, molts russos acceptaren la ciutadania soviètica. A mitjans de la dècada del 1930, es va animar als russos de Harbin a tornar la seua terra d'origen.
El senyor de la guerra xinés Zhang Xueliang, el "Jove Mariscal" es va apoderar del ferrocarril oriental el 1929. La força militar soviètica va posar fi ràpidament a la crisi i va obligar els nacionalistes xinesos a acceptar la restauració de l'administració conjunta soviètica-xinesa del ferrocarril.

### Període de la invasió japonesa

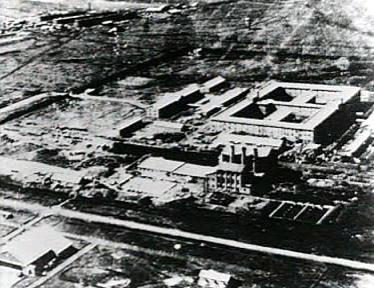
Quarter general de la unitat encoberta de recerca i desenvolupament de guerra biològica i química de l'Exèrcit Imperial Japonés (Unitat 731).

El Japó va envair Manxúria després de l'incident de Mukden el setembre de 1931. Després que els japonesos capturaren Qiqihar a la Campanya de Jiangqiao, la 4a Brigada Mixta japonesa es va traslladar cap a Harbin, tancant-la per l'oest i el sud. El bombardeig i l'ametrallament dels avions japonesos van obligar l'exèrcit xinés a retirar-se de la ciutat. L'ocupació japonesa de Harbin es va completar en poques hores.
Amb l'establiment de l'estat titella de Manchukuo, va començar l'anomenada "pacificació de Manchukuo", ja que els exèrcits partisans van continuar lluitant contra els japonesos. Harbin es va convertir en una base d'operacions important per als infames experiments mèdics de la Unitat 731, que van matar persones de totes les edats i ètnies. Aquelles unitats eren conegudes col·lectivament com el Departament de Prevenció d'Epidèmies i Purificació d'Aigua de l'Exèrcit de Kwantung. La instal·lació principal de la unitat 731 es va construir el 1935 al districte de Pingfang, a uns 24 km (15 mi) al sud de l'àrea urbana de Harbin en aquell moment. Entre 3.000 i 12.000 ciutadans, entre homes, dones i infants, —dels quals uns 600 cada any els proporcionaven els Kempeitai — van morir durant l'experimentació humana realitzada per la Unitat 731 al campament de Pingfang, sense incloure al recompte les víctimes d'altres llocs d'experimentació mèdica. Vora el 70 per cent de les víctimes que van morir al camp de Pingfang eren xineses, tant civils com militars. Vora el 30% de les víctimes eren russes. El Partit Feixista Rus tenia l'encàrrec de capturar russos "poc fiables" que vivien a Harbin per tal de lliurar-los a la Unitat 731 perquè serviren, contra la seua voluntat, com a subjectes dels horripilants experiments. Alguns altres eren habitants del sud-est asiàtic i illes del Pacífic de les llavors colònies de l'Imperi del Japó, i un reduït número de presoners de guerra dels Aliats de la Segona Guerra Mundial, (tot i que molts més presoners de guerra aliats van ser víctimes de la Unitat 731 a altres llocs). Els presoners van ser sotmesos a vivisecció sense anestèsia, després d'haver estat infectats amb diverses malalties. Als presos se'ls va injectar inoculacions de malalties, disfressades de vacunacions, per estudiar-ne els efectes. La Unitat 731 i les seues unitats afiliades (Unitat 1644 i Unitat 100, entre d'altres) van participar en la investigació, el desenvolupament i el desplegament experimental d'armes de guerra biològica creadores d'epidèmies en assalts contra la població xinesa (tant civil com militar) durant la Segona Guerra Mundial. També es van utilitzar objectius humans per provar granades posicionades a diverses distàncies i en diferents posicions, i es van testar llançaflames amb humans. Hi hagué presoners que van ser lligats a estaques i utilitzats com a objectius per a provar bombes que alliberaven gèrmens, armes químiques i bombes explosives. Dotze membres de la Unitat 731 van ser declarats culpables en els judicis per crims de guerra de Khabarovsk però posteriorment van ser repatriats; altres van rebre immunitat secreta pel Comandant Suprem de les Potències Aliades Douglas MacArthur davant el Tribunal de Crims de Guerra de Tòquio a canvi de treballar en la guerra biològica per a la Força Americana durant la Guerra Freda.
Revolucionaris xinesos com Zhao Shangzhi, Yang Jingyu, Li Zhaolin o Zhao Yiman, van continuar lluitant contra els japonesos a Harbin i la seua àrea administrativa, comandant el principal exèrcit guerriller, l'Exèrcit Unit Antijaponés del Nord-est, que va ser organitzat originalment per la branca maxuriana del Partit Comunista de la Xina (PCX). L'exèrcit va rebre el suport de la Komintern després que el Comité Provincial de Manxúria del PCX es dissolguera el 1936.

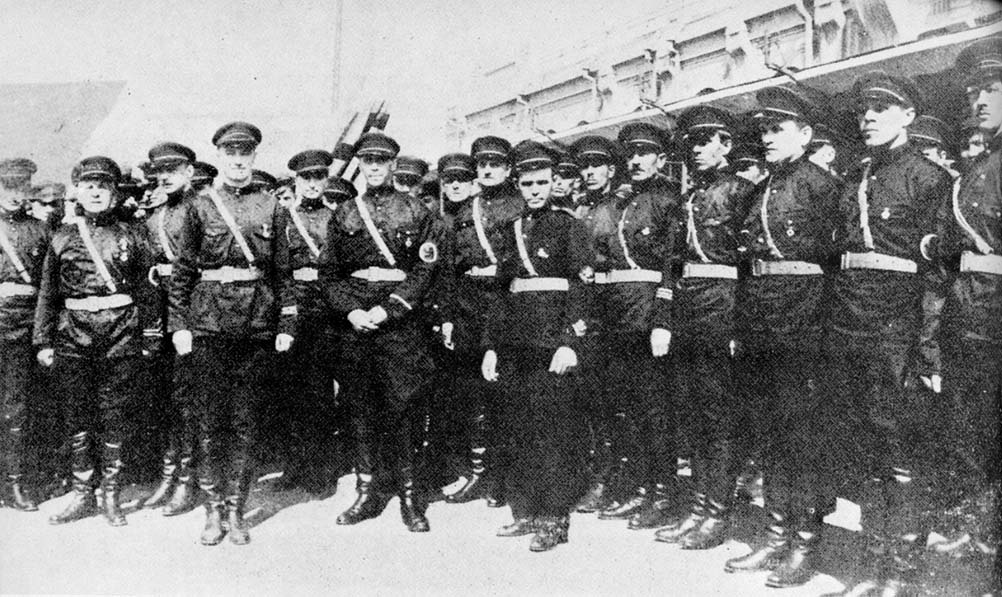
Camises negres del Partit Feixista Rus anticomunista, inspirades en el feixisme italià, a l'estació de tren de Harbin, 1934, esperant l'arribada del seu líder Konstantín Rodzaievski.

Amb el règim de Manxukuo i l'ocupació japonesa, els russos de Harbin van passar un moment difícil. El 1935, la Unió Soviètica va vendre el ferrocarril oriental xinés (KVZhD) als japonesos, i molts emigrants russos van marxar de Harbin (48.133 d'ells serien arrestats durant la Gran Purga soviètica entre 1936 i 1938, acusats de ser "espies japonesos"). La majoria de russos que marxaven de Harbin van tornar a la Unió Soviètica, però un nombre substancial es va traslladar cap al sud a Shanghai o va emigrar als Estats Units i Austràlia, i en menor mesura a altres països com Argentina, Bèlgica, Brasil, Xile, Paraguai, Veneçuela. A finals de la dècada de 1930, la població russa d'Harbin havia caigut a uns 30.000 habitants.
Molts dels jueus de Harbin (13.000 el 1929) van fugir després de l'ocupació japonesa, ja que els invasors van relacionar-se estretament amb els militants feixistes russos antisoviètics, la ideologia dels quals, a banda de l'antibolxevisme i el nacionalisme, estava lligada a un antisemitisme virulent. L'exèrcit de Kwantung va patrocinar i finançar el Partit Feixista Rus, que a partir de 1932 va començar a tindre un paper molt important a la comunitat russa de Harbin, ja que els seus matons van començar a assetjar i, de vegades, matar els que s'hi oposaven. La majoria dels jueus van marxar cap a Shanghai, Tianjin i el mandat britànic de Palestina. A finals de la dècada del 1930, alguns jueus alemanys que fugien dels nazis es van traslladar a Harbin. Els funcionaris japonesos van facilitar més tard l'emigració jueva a diverses ciutats de l'oest del Japó, sobretot Kobe, que va arribar a tindre la sinagoga més gran del Japó.

### Després de la Segona Guerra Mundial

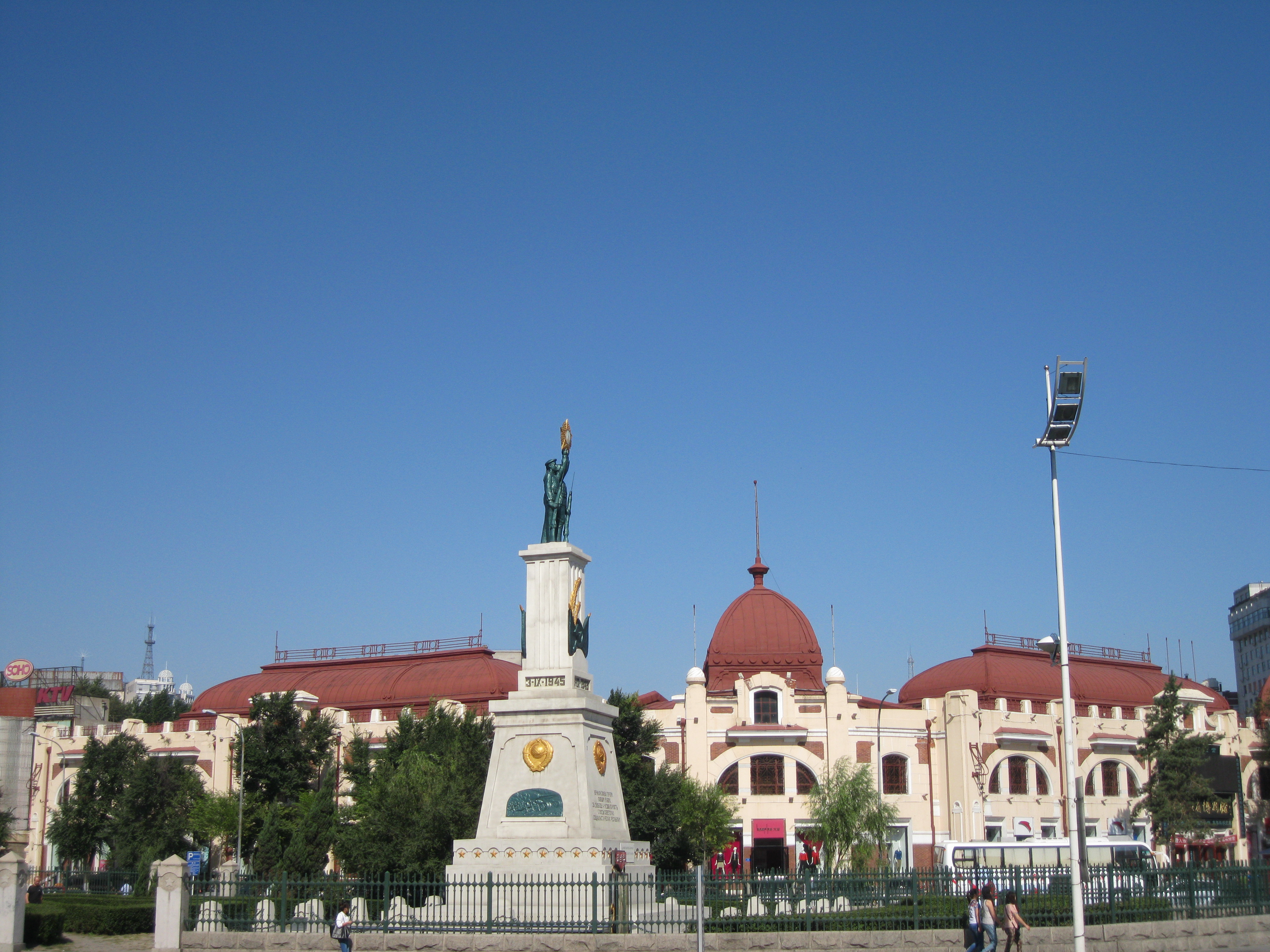
Monument als soldats soviètics al districte de Nangang de Harbin, construït per l'Exèrcit Roig soviètic el 1945.

L'exèrcit soviètic va prendre la ciutat el 20 d'agost de 1945, i Harbin mai va arribar a tindre control efectiu del govern nacionalista, les tropes del qual van aturar a 60 km (37 mi) de la ciutat. L'administració de la ciutat va ser transferida per l'exèrcit soviètic, que deixava la ciutat a l'Exèrcit Popular d'Alliberament xinés l'abril de 1946. El 28 d'abril de 1946 es va establir el govern comunista d'Harbin, convertint la ciutat de 700.000 ciutadans en la primera gran ciutat governada pels comunistes. Durant la breu ocupació de Harbin per l'exèrcit soviètic (agost de 1945 a abril de 1946), milers d'emigrants russos que havien estat identificats com a membres del Partit Feixista Rus i que van fugir del comunisme després de la Revolució d'Octubre, van ser deportats a la força a la Unió Soviètica. Després de 1952, la Unió Soviètica va llançar una segona onada d'immigració de tornada a Rússia. El 1964, la població russa a Harbin s'havia reduït a 450. La resta de la comunitat europea (russos, alemanys, polonesos, grecs, etc.) va emigrar entre els anys 1950 a 1954 a Austràlia, Brasil, Canadà, Israel i els EUA, o van ser repatriats als seus països d'origen. Per 1966, la majoria de russos de Harbin havia abandonat el país, i l'any 1988, la comunitat original russa només tenia trenta membres, tots ells d'edat avançada. A partir de la dècada del 1980, hi ha certa revifalla de la cultura russa de Harbin, però es produeix a fora de la ciutat, com les entitats culturals de Sydney, o diversos treballs literaris de caràcter nostàlgic, que es popularitzen arran de la Perestroika.
Harbin va ser una de les ciutats clau de la construcció de la Xina durant el període del primer pla quinquennal de 1951 a 1956. 13 dels 156 projectes de construcció clau van ser construïts a Harbin amb ajuda de la Unió Soviètica. Arran del pla quinquennal, Harbin va esdevenir en una important base industrial de la Xina. Durant el Gran Salt Endavant de 1958 a 1961, Harbin va experimentar un desenvolupament molt tortuós, ja que diversos contractes sino-soviètics van ser cancel·lats per la Unió Soviètica. Durant la Revolució Cultural es van atacar moltes coses estrangeres i cristianes. El 23 d'agost de 1966, la Guàrdia Roja va irrompre a la catedral de Sant Nicolau, van cremar les icones als carrers mentre corejaven consignes xenòfobes, i van destruir l'església. Com que l'ordre econòmic i social normal es va vore seriosament alterat, l'economia d'Harbin també va patir greus contratemps. Una de les principals raons del revés és que els llaços amb l'URSS es deterioraven i amb l'escalada de la guerra del Vietnam, la Xina es va preocupar d'un possible atac nuclear. Mao Zedong va ordenar l'evacuació de l'exèrcit i altres empreses clau lluny de la frontera nord-est, sent Harbin la zona central de la regió, fronterera amb la Unió Soviètica. Durant l'etapa de Desenvolupament del Tercer Front de la Xina, diverses fàbriques importants de Harbin van ser traslladades a les províncies del sud-oest com Gansu, Sichuan, Hunan i Guizhou, on estarien estratègicament segures en cas d'una possible guerra. Algunes universitats importants de la Xina també es van traslladar fora de Harbin, com ara l'Acadèmia Militar d'Enginyeria de Harbin (predecessora de la Universitat Nacional de Tecnologia de Defensa de Changsha) i l'Institut de Tecnologia de Harbin (es va traslladar a Chongqing el 1969 i torna a Harbin el 1973).

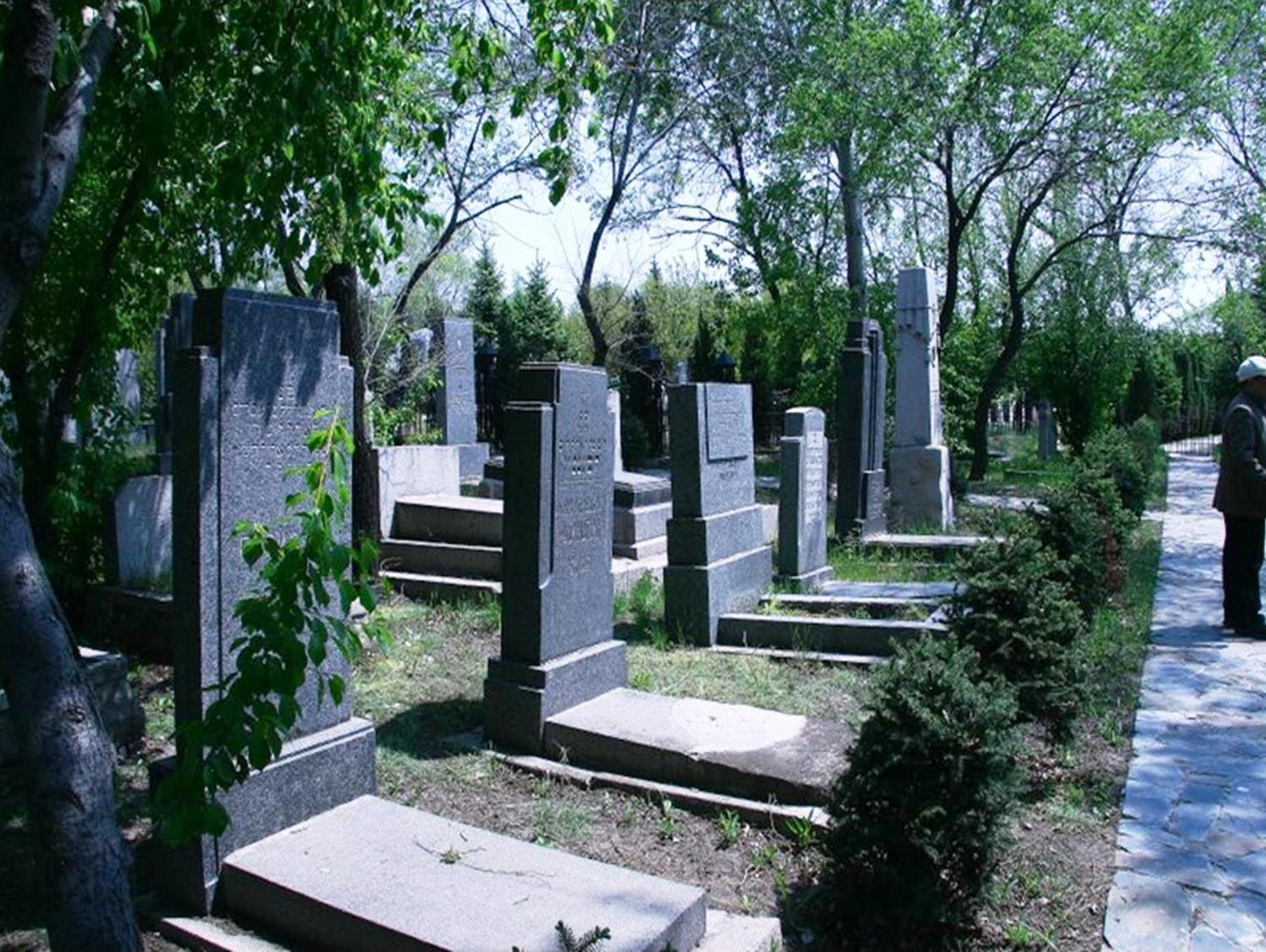
Cementiri jueu Huang Shan de Harbin

L'economia nacional i els serveis socials van experimentar augments significatius des de la reforma econòmica xinesa introduïda per primera vegada el 1979. Harbin celebra la Fira Econòmica i Comercial Internacional de Harbin cada any des de 1990. Harbin va acollir una de les comunitats jueves més grans de l'Extrem Orient abans de la Segona Guerra Mundial. Va arribar al seu punt àlgid a mitjans dels anys vint quan 25.000 jueus europeus vivien a la ciutat. Entre ells hi havia els pares d'Ehud Olmert, primer ministre d'Israel entre 2006 i 2009. El 2004, Olmert va visitar Harbin amb una delegació comercial israeliana per visitar la tomba del seu iaio al cementiri jueu de Huang Shan, on hi havia més de 500 tombes jueves identificades.
El 5 d'octubre de 1984, Harbin va ser designada ciutat subprovincial pel Departament d'Organització del Comité Central del PCX. Els huit comtats de Harbin formaven part originalment de la prefectura de Songhuajiang, la seu de la qual es trobava pràcticament a l'àrea urbana de Harbin des de 1972. La prefectura es va fusionar oficialment a la ciutat de Harbin l'11 d'agost de 1996, augmentant la població total de Harbin a 9,47. milions.
Harbin va acollir els tercers Jocs Asiàtics d'Hivern el 1996, i el 2009, va celebrar la XXIV Universiada d'hivern.
El 19 de gener de 2014 es va inaugurar una sala commemorativa en honor al nacionalista i activista independentista coreà Ahn Jung-geun a l'estació de tren de Harbin. Ahn va assassinar al quatre vegades primer ministre del Japó i antic resident general de Corea Itō Hirobumi a la plataforma número 1 de l'estació de ferrocarril de Harbin el 26 d'octubre de 1909, quan Corea estava a punt de ser annexada pel Japó després de la signatura del Tractat d'Eulsa. El president de Corea del Sud, Park Geun-Hye, va plantejar la idea d'erigir un monument per a Ahn mentre es trobava amb el president xinés Xi Jinping durant una visita a la Xina el juny de 2013. Després d'això, la Xina va començar a construir una sala commemorativa en honor a Ahn a l'estació de tren de Harbin. Quan la sala es va inaugurar el 19 de gener de 2014, el govern japonés va presentar una protesta davant la Xina per la construcció de la sala commemorativa d'Ahn.

## Geografia

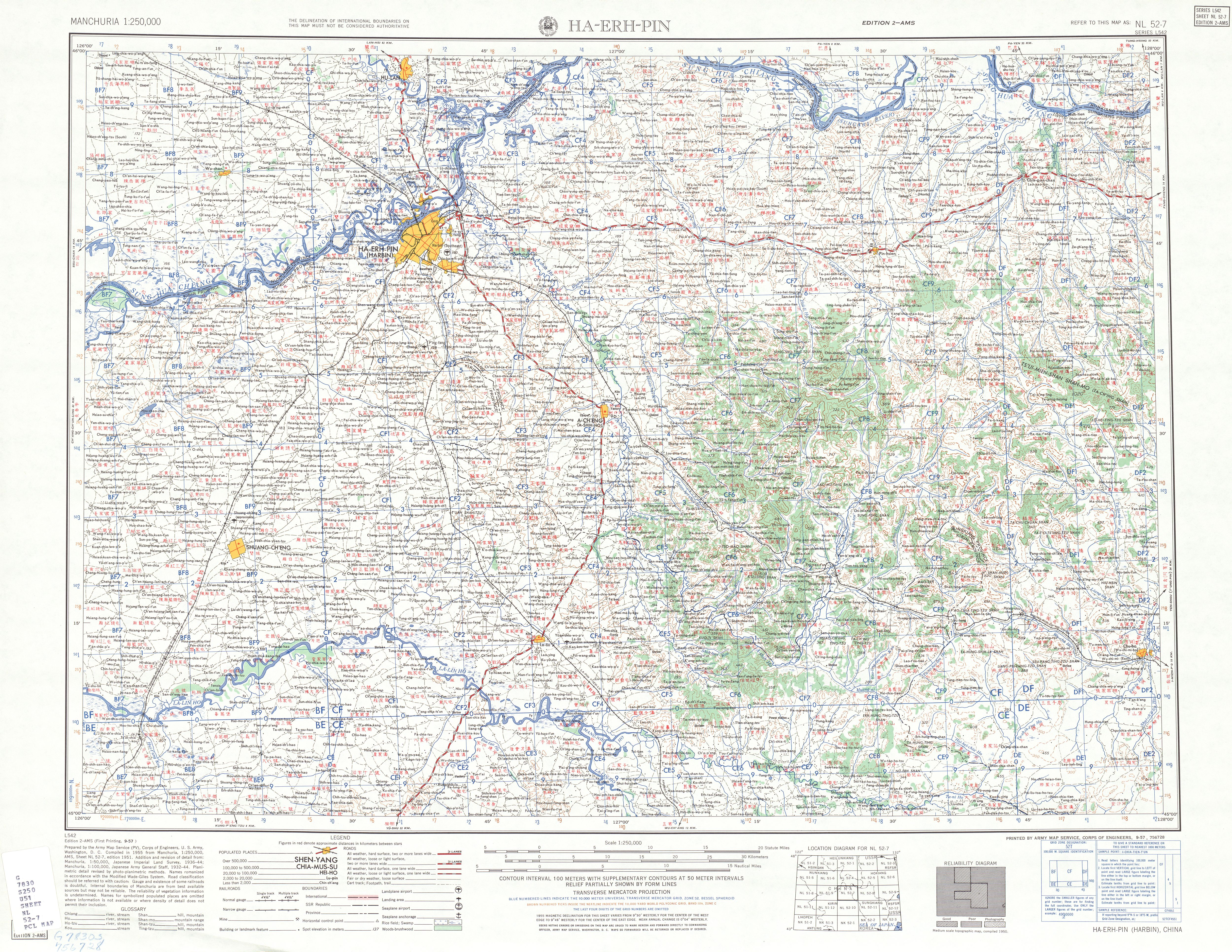
Mapa on es veu Harbin (HA-ERH-PIN; 哈爾濱) (AMS, 1955)

Harbin, amb una superfície total de 53,068 km2 (20,490 sq mi), es troba al sud de la província de Heilongjiang i és la capital provincial. La prefectura també es troba a l'extrem sud-est de la plana de Songnen, una part important de la plana del nord-est de la Xina. El centre de la ciutat també es troba a la riba sud del riu Songhua. Harbin va rebre el sobrenom La perla del coll del cigne, ja que la forma de Heilongjiang s'assembla a un cigne. La seua àrea administrativa és prou gran amb una latitud que abasta 44° 04′−46° 40′ N i una longitud 125° 42′−130° 10' E. Les ciutats veïnes a nivell de prefectura són Yichun al nord, Jiamusi i Qitaihe al nord-est, Mudanjiang al sud-est, Daqing a l'oest i Suihua al nord-oest. Al seu límit sud-oest hi ha la província de Jilin. El terreny principal de la ciutat és generalment pla i baix, amb una altitud mitjana d'uns 150 metres (490 ft). El territori que comprèn les 10 divisions a nivell comarcal de la part oriental del municipi està format per muntanyes i terres altes. La part més oriental de la prefectura de Harbin també té extenses zones humides, principalment al comtat de Yilan, que es troba a l'extrem sud-oest de la plana de Sanjiang.

### Clima
A la classificació climàtica de Köppen, Harbin presenta un clima continental humit i influït pel monsó (Dwa). A causa de l'alt de Sibèria i la seua ubicació per damunt dels 45 graus de latitud nord, la ciutat és coneguda pel seu clima fred i el llarg hivern. El seu sobrenom és Ciutat de gel, ja que els hiverns a la ciutat són secs i freds, amb temperatures que poden arribar als 40 graus negatius, i una mitjana de 24 hores al gener de només −17.6 °C (0.3 °F), tot i que la ciutat veu poques precipitacions durant l'hivern i sovint és assolellada. La primavera i la tardor constitueixen períodes de transició breus amb direccions variables del vent. Els estius poden ser calorosos, amb una temperatura mitjana al juliol de 23.1 °C (73.6 °F). L'estiu és també quan es produeix la major part de les precipitacions de l'any, i més de la meitat de les precipitacions anuals, amb 538 mil·limetres (21.2 in), es produeix al juliol i l'agost. Amb un percentatge mensual de sol possible que va del 52 per cent al desembre al 63 per cent al març, la ciutat rep 2.571 hores de sol brillant anualment; de mitjana les precipitacions cauen 104 dies a l'any. La temperatura mitjana anual és +4.86 °C (40.7 °F) i les temperatures extremes han oscil·lat entre −42.6 °C (−45 °F) a 39.2 °C (103 °F).

## Divisions administratives
La ciutat subprovincial d'Harbin té jurisdicció directa sobre 9 districtes, 2 ciutats a nivell de comtat i 7 comtats.

## Economia
Harbin té l'economia més gran de la província de Heilongjiang. El 2013, el PIB d'Harbin va ascendir a 501,08 mil milions de RMB, un 8,9% més que l'any anterior. La proporció de les tres indústries respecte a l'agregat del PIB va ser d'11,1:36,1:52,8 el 2012. El valor total de les importacions i exportacions a finals de 2012 era de 5.330 dòlars EUA milions. L'any 2012, la població activa va arribar als 3.147 milions. El 2015, Harbin tenia un PIB de 575,12  mil milions de RMB.
El sòl de txernozem a Harbin, anomenat "terra negra" és un dels més rics en nutrients de tota la Xina, el que el fa valuós per al cultiu d'aliments i cultius relacionats amb el tèxtil. Com a resultat, Harbin és la base de la Xina per a la producció de cereals bàsics i un lloc ideal per establir negocis agrícoles.

Harbin també té indústries com la indústria lleugera, tèxtil, medicina, alimentació, aeronaus, automòbil, metal·lúrgia, electrònica, materials de construcció i productes químics que ajuden a formar un sistema industrial prou complet. Diverses grans corporacions tenen seu a la ciutat. Harbin Electric Company Limited, Harbin Aircraft Industry Group i Northeast Light Alloy Processing Factory són algunes de les empreses clau de la ciutat. La fabricació d'energia és una indústria principal a Harbin, ja que els equips d'energia hidràulica i tèrmica que es fabriquen ací representen un terç de la capacitat total instal·lada a la Xina. Segons Platts, el 2009-10 Harbin Electric va ser el segon fabricant de turbines de vapor per quota de mercat mundial, empatant amb Dongfang Electric i lleugerament per darrere de Shanghai Electric. Harbin Pharmaceutical Group, que se centra principalment en la investigació, desenvolupament, fabricació i venda de productes mèdics, és la segona empresa farmacèutica més gran de la Xina per valor de mercat.

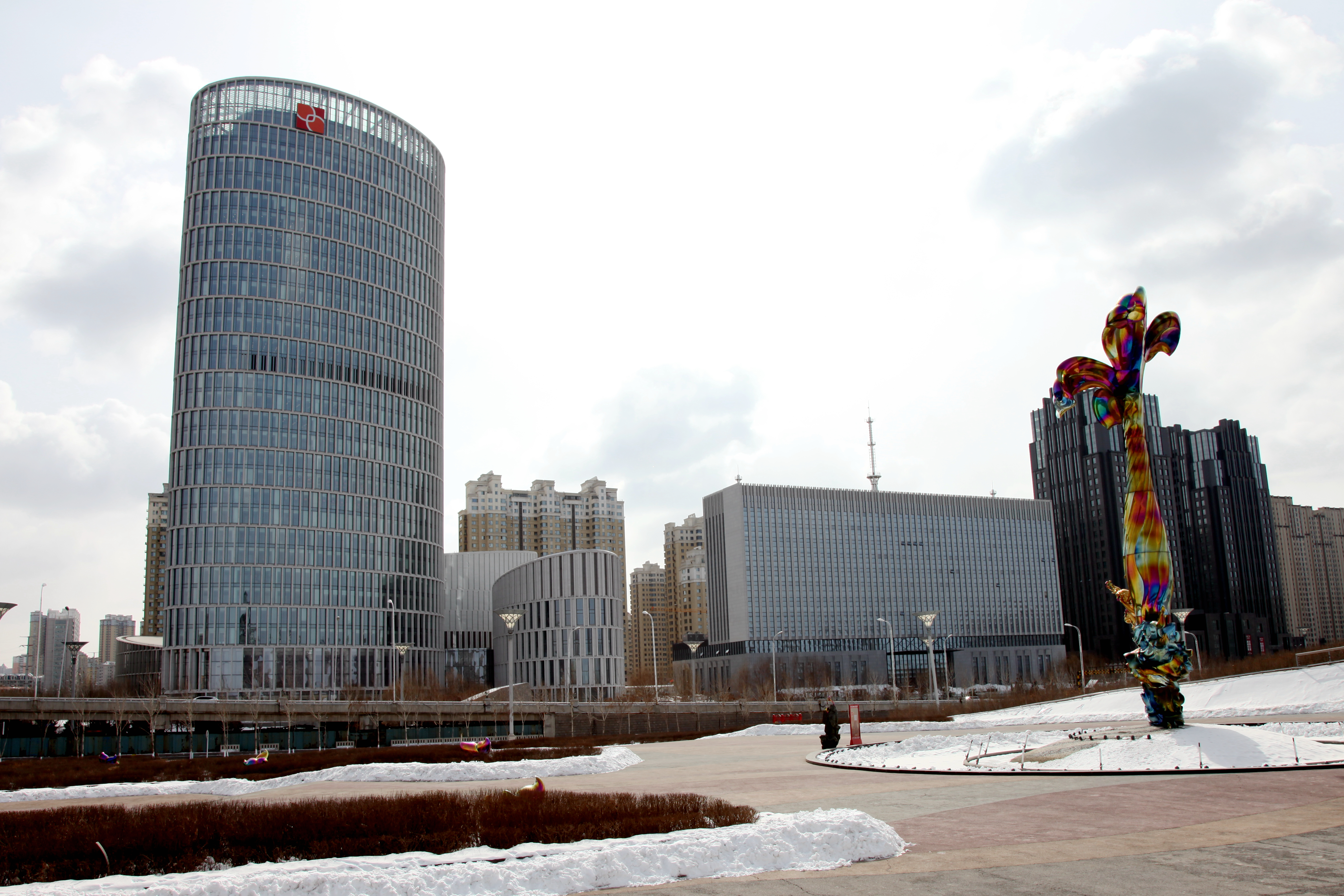
Seu central del Banc de Harbin.

La Fira Internacional del Comerç i l'Economia de Harbin se celebra anualment des de 1990. La fira acumula acumuladament més d'1,9 milions d'expositors i visitants de més de 80 països i regions, amb un resultat de més de 100.000 milions de dòlars en volum de contractes celebrats segons les estadístiques de 2013. Harbin es troba entre les principals destinacions de la IED al nord-est de la Xina, amb una IED utilitzada per un total de 980 milions de dòlars el 2013. Després de la XVIII reunió ordinària dels primers ministres sino-russos, entre Li Keqiang i Dmitri Anatolievitx Medvédev l'octubre de 2013, les dos parts van arribar a un acord per a què la Fira Internacional del Comerç i l'Economia de Harbin passe a anomenar-se "EXPO Xina-Rússia" i ser copatrocinada pel Ministeri de Comerç de la Xina, el govern provincial de Heilongjiang, el Ministeri de Desenvolupament Econòmic de Rússia i el Ministeri de Comerç i Indústria de Rússia.
En el sector financer, Longjiang Bank i Harbin Bank són alguns dels bancs més grans del nord-est de la Xina, amb seu a Harbin. Este últim ocupava el quart lloc per competitivitat entre els bancs comercials de la ciutat xinesa l'any 2011.
En el comerç, hi ha Qiulin Group, propietari dels grans magatzems més grans d'Harbin.

## Demografia

### Població
El cens de 2010 va revelar que la població total a Harbin era de 10.635.971 persones, el que representa un augment del 12,99 per cent respecte a la dècada anterior. L'àrea urbanitzada, formada per tots els districtes urbans però excloent Acheng i Shuangcheng, tenia 5.282.083 habitants. L'OCDE (Organització per a la Cooperació i el Desenvolupament Econòmic) va estimar que l'àrea metropolitana completa tenia, a data de 2010, una població de 10,5 milions de persones.
El perfil demogràfic de l'àrea metropolitana de Harbin en general és relativament envellit: el 10,95% té menys de 14 anys, mentre que el 8,04% té més de 65 anys, en comparació amb la mitjana nacional del 16,6% i el 8,87%, respectivament. Harbin té un percentatge més gran d'homes (50,85%) que de dones (49,15%). La ciutat té una taxa de natalitat més baixa que altres parts de la Xina, amb 6,95 naixements per cada 1.000 habitants, enfront de la mitjana xinesa de 12,13 naixements.

### Grups ètnics
La majoria dels residents d'Harbin pertanyen a la majoria xinesa Han (93,45%). Les minories ètniques inclouen els manxús, els hui i els mongols. L'any 2000, 616.749 residents pertanyien a ètnies minoritàries, entre les quals la gran majoria (433.340) eren manxús, aportant el 70,26 per cent a la població minoritària. El segon i tercer grups minoritaris més importants eren coreans (119.883) i les nacionalitats hui (39.995).
| Grups ètnics a Harbin, cens del 2000. | Grups ètnics a Harbin, cens del 2000. | Grups ètnics a Harbin, cens del 2000. |
| Ètnia                                 | Població                              | Percentatge                           |
| ------------------------------------- | ------------------------------------- | ------------------------------------- |
| Xinesos Han                           | 8.796.610                             | 93,45%                                |
| Manxús                                | 433.340                               | 4,6%                                  |
| Coreans                               | 119.883                               | 1,27%                                 |
| Hui                                   | 39.995                                | 0,43%                                 |
| Mongols                               | 13.163                                | 0,14%                                 |
| Xibe                                  | 4.741                                 | 0,05%                                 |
| Russos                                | 938                                   | 0,01%                                 |
| Altres                                | 4.689                                 | 0,05%                                 |

### Religió
La minoria catòlica és servida pastoralment per l'administració apostòlica de ritu llatí de Harbin, una jurisdicció missionera prediocesana. També té l'antiga catedral catòlica oriental de l'exarcat apostòlic catòlic rus de Harbin (prediocesà, ritu bizantí en llengua russa). L'església de la icona d'Iver de la Mare de Déu, molt danyada, va ser utilitzada anteriorment pels soldats russos de la regió militar d'Amur Exterior, aleshores guarnició a Harbin. Un reduït percentatge de la població de la ciutat està format per musulmans. La mesquita de Daowai es troba a Harbin i és la mesquita més gran de la província de Heilongjiang. Harbin tenia una comunitat jueva centrada al carrer principal de Zhongyang, que era la llar de molts refugiats jueus europeus.

## Cultura
La cultura local de Harbin es basa en la cultura han, combinada amb la cultura manxú i la cultura russa. La combinació de cultures influeix en l'estil arquitectònic local, el menjar, la música i els costums. La ciutat d'Harbin va ser nomenada Ciutat de la Música per la UNESCO el 22 de juny de 2010 com a part de la Xarxa de Ciutats Creatives.

### Cuina

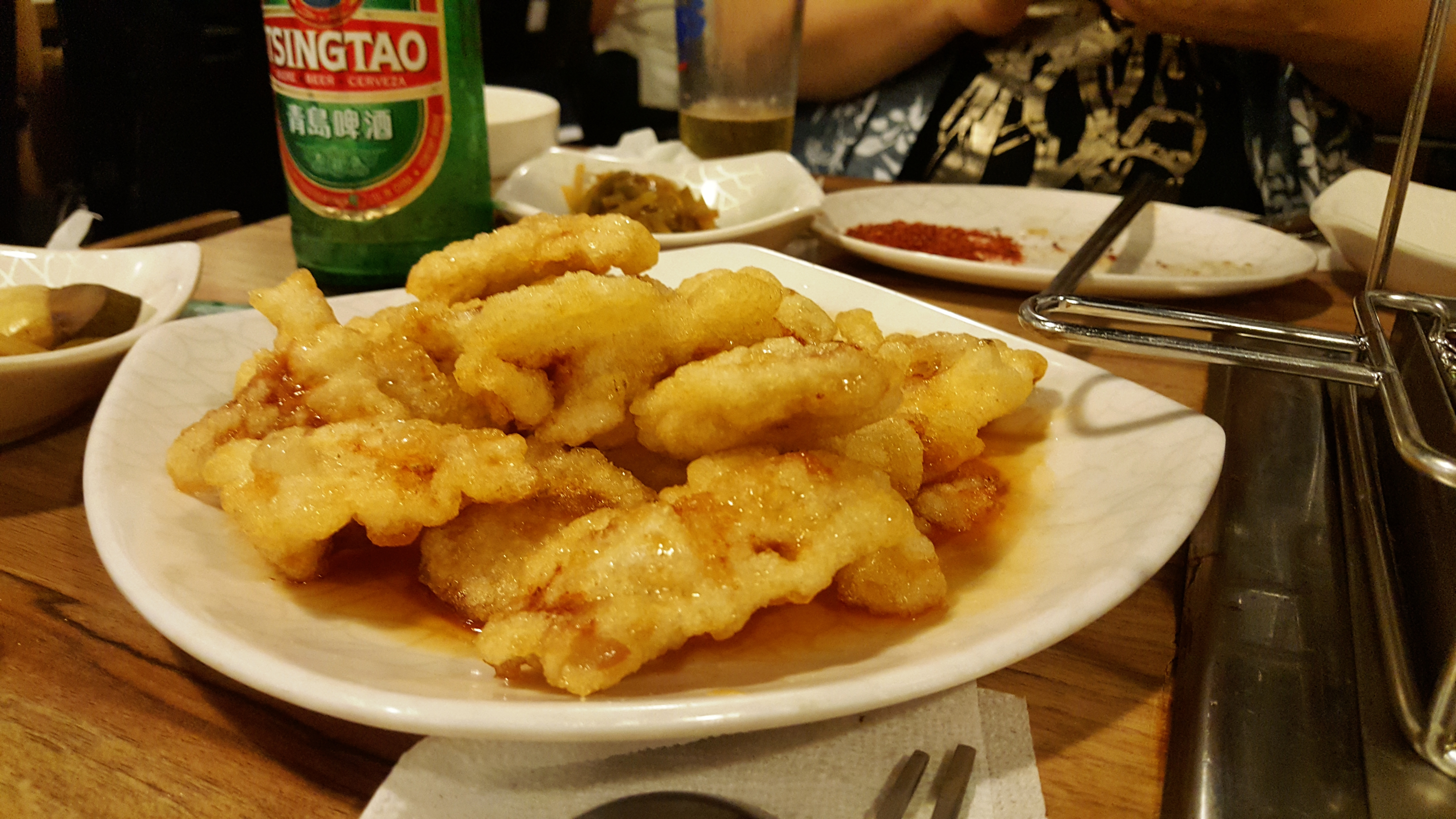
Guo Bao Rou tradicional.

Harbin és coneguda per la seua tradició culinària. La cuina de Harbin consisteix en plats europeus i plats del nord de la Xina caracteritzats principalment per la salsa pesada i els fregits.
Un dels plats més famosos de la cuina del nord-est de la Xina és el Guo Bao Rou, una forma de porc agredolç. És un plat clàssic de Harbin que es va originar a principis del segle XX a Daotai Fu. Consisteix en trossos de carn de porc de la mida d'un mos en una massa de midó de creïlla, fregits fins que estiguen cruixents. A continuació, es cobreixen lleugerament amb una variació d'una salsa agredolça, feta amb xarop acabat de preparar, vinagre d'arròs, sucre, aromatitzat amb gingebre, coriandre, carlota a rodanxes i all. El Guobaorou de Harbin és diferent del d'altres zones de la Xina, com Liaoning, on la salsa es pot fer amb salsa de tomata o suc de taronja. L'estil de Harbin està dominat pels sabors de mel i gingebre i té un color clar o groc mel. Originalment el gust era fresc i salat. Per tal de celebrar als convidats estrangers, Zheng Xingwen, el xef de Daotai Fu, va modificar el plat fins a aconseguir un sabor agredolç. Habitualment, la gent prefereix anar a diversos restaurants xicotets o mitjans per a fruir del plat, perquè és difícil gestionar el procés de fregit a casa.
El peix guisat viu de Demoli és un dels altres plats notables de Harbin, que s'origina en un poble anomenat Demoli, de camí entre Harbin i Jiamusi. El poble ara és una àrea de servei a l'autopista Harbin-Tongjiang. El pollastre guisat amb ceps, la carn de porc estofada amb fideïlla i la carn de porc d'ebullició ràpida amb xucrut xinés també són autèntics plats locals típics.
Com que Rússia va tindre una forta influència en la història d'Harbin, la cuina local també conté plats i sabors d'estil rus. Hi ha diversos restaurants d'estil rus autèntic a Harbin, especialment pels volts del carrer Zhongyang.

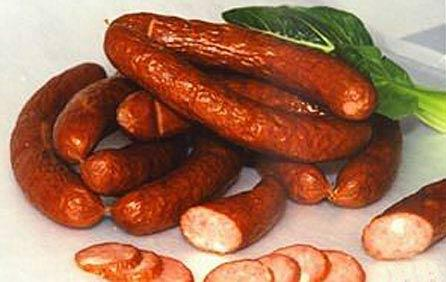
Llonganissa fumada a l'estil Harbin.

Una especialitat regional popular és la llonganissa roja fumada a l'estil de Harbin. Este producte, que és similar a les llonganisses lituanes i alemanyes, tendeix a ser molt més de sabor europeu que altres llonganisses xineses. El 1900, el comerciant rus Ivan Yakovlevich Churin va fundar una sucursal a Harbin, que es va anomenar Churin Foreign Trading Company, venent roba d'importació, botes de cuir, conserves, vodka, i d'altres, i va començar a expandir la xarxa de vendes a altres ciutats de Manxúria. L'afluència d'europeus a través del ferrocarril transiberià i del ferrocarril oriental xinés, va fer augmentar la demanda d'aliments amb sabor europeu. L'any 1909, es va fundar la fàbrica de llonganisses de Churin, que va produir per primera vegada embotits de sabor europeu amb el procés de fabricació del personal lituà. Des de llavors, l'embotit a l'estil europeu es va convertir en una especialitat de la ciutat.
Un pa rodó gran d'estil rus anomenat Dalieba, derivat de la paraula russa khleb, també es produeix als forns de Harbin. Dalieba és un pa de tallada de massa mare. Presentat per primera vegada als habitants per un forner rus, fa més de cent anys que es ven als establiments de la ciutat. El gust àcid i masticable del Dalieba és diferent d'altres pans tradicionals d'estil asiàtic, suaus i esponjosos com els d'altres parts de la Xina.
Pel que fa a les begudes, Harbin és des de principis del segle XX un dels principals mercats de cervesa a la Xina. La història de la cervesa a Harbin es remunta a l'any 1900, quan Jan Wróblewski va fundar una fàbrica de cervesa que esdevindria Haerbin Pijiu Jituan. Amb una capacitat de producció anual de més d'un milió de tones, s'ha convertit en un gegant de la indústria cervesera de la Xina, i des del 2004 és propietat del grup Anheuser-Busch, que va adquirir l'empresa per 720 milions de dòlars. El 20 de setembre del 2014, l'empresa obri una nova fàbrica, i l'antiga es converteix en el Museu de la Cervesa de Harbin, amb una superfície de 6.258 metres quadrats i tres plantes. A més, des del 1988 se celebra a la ciutat el Festival de la Cervesa de Harbin, sent el festival sobre cervesa més antic de la Xina.
El kvas, una beguda fermentada originària de Rússia feta amb pa negre o de sègol, també és popular a Harbin. Els gelats també són populars a la ciutat, destacant-ne el Madier ("马迭尔", derivat de "Modern"), que s'origina al carrer Zhongyang i també és molt conegut al nord de la Xina. El gelat està elaborat a partir d'una recepta tradicional específica i té un gust lleugerament salat però més dolç i lletós. A més de la seu a Harbin, també té sucursals a altres grans ciutats xineses com Beijing, Shanghai, etc.
Pel que fa a la cuina manxú, ha desaparegut majoritàriament de Harbin.

### Turisme
Harbin està situada al nord-est de la plana del nord-est de la Xina. Les estacions que es destaquen per a visitar la ciutat són l'estiu i l'hivern, ja que és un lloc fresc durant el curt estiu i el seu llarg hivern n'és característic.
A més de ser seu del festival de neu i gel més gran del món, a Harbin es troba el parc d'esquí cobert més gran del món, localitzat al centre comercial Wanda Harbin (que compta amb sis pistes d'esquí de fins a 500 metres de longitud). A Harbin es troba el Món de la Neu i el Gel, que serveix de seu parcial del Festival Internacional d'Escultures de Gel i Neu, així com del Festival de la Cervesa de Harbin.

### Cultura hivernal

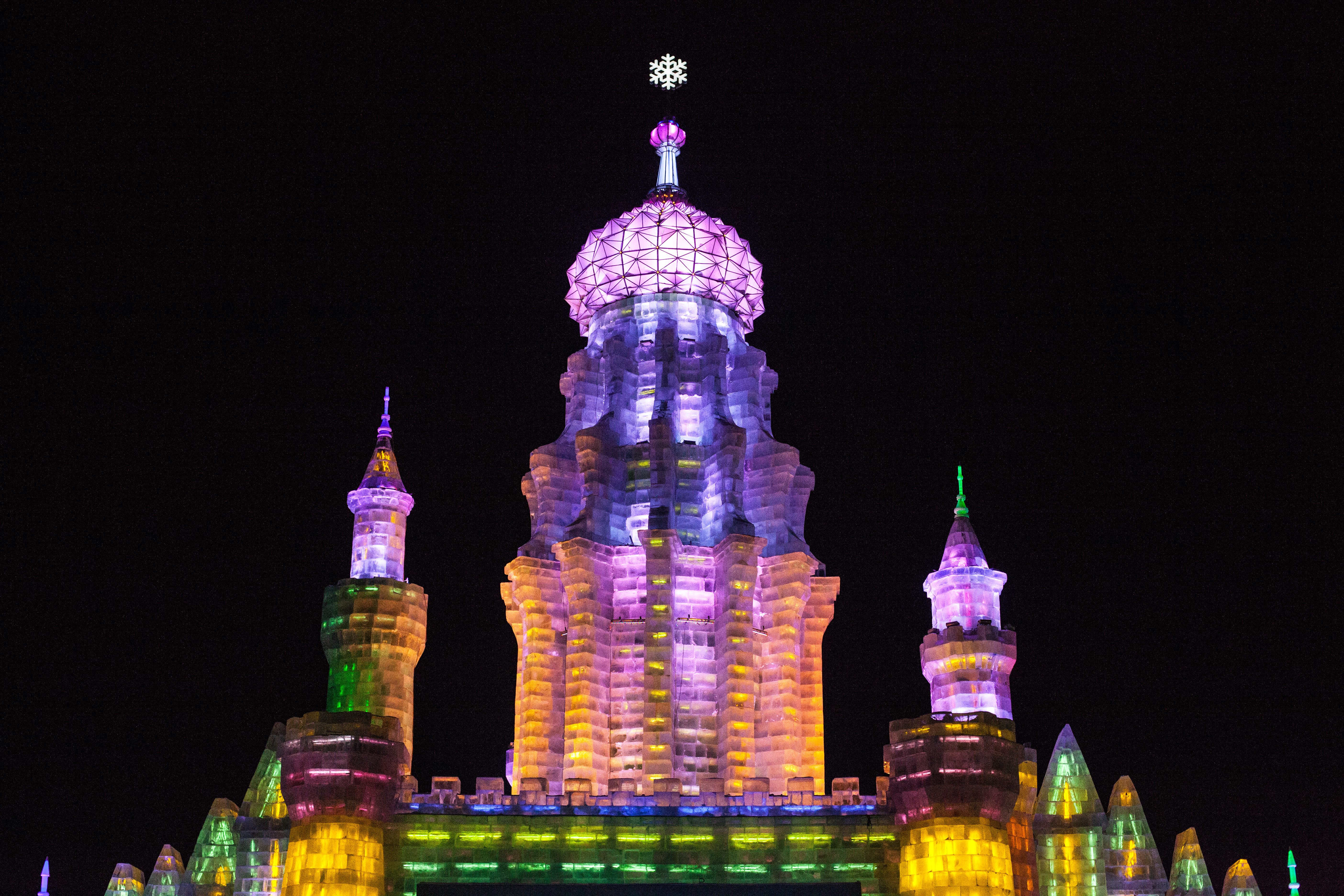
Figura al Festival d'escultures de gel i neu de Harbin, 2013.

Harbin és la més septentrional entre les principals ciutats de la Xina. Coneguda com la Ciutat del Gel a causa del seu hivern fred, Harbin està decorada amb diversos estils d'escultures de gel i neu de desembre a març de cada any.
El Festival Internacional d'Escultures de Gel i Neu de Harbin se celebra des de 1985. Tot i que la data oficial d'inici és el 5 de gener de cada any, a la pràctica, moltes de les escultures es poden vore abans. Hi ha escultures de gel a tota la ciutat, però hi ha dos àrees d'exposició principals: les enormes escultures de neu a l'Illa del sol (Taiyang Dao, una àrea recreativa amb la màxima qualificació del turisme xinés, AAAAA) i l'espai Món de la Neu i el Gel, que funciona cada nit amb els llums encesos, il·luminant les escultures tant des de l'interior com de l'exterior. El Món de la Neu i el Gel, obert a finals de 1999 en motiu del nou mil·lenni, inclou edificis il·luminats de mida real fets de blocs de gel cristal·lí d'un metre d'amplària directament extrets del riu Songhua, que travessa la ciutat. Les escultures dins del recinte d'exposicions fan que 15.000 treballadors treballen durant 16 dies. A principis de desembre, els artesans del gel tallen 120.000 metres cúbics de blocs de gel de la superfície congelada del riu Songhua com a matèries primeres per a l'espectacle d'escultures de gel. També es poden trobar edificis de gel massius, escultures de neu a gran escala, tobogans de gel, menjar i begudes del festival a diversos parcs i avingudes principals de la ciutat. Les activitats d'hivern al festival inclouen l'esquí alpí a Yabuli, la conducció de motos de neu, la natació a l'hivern al riu Songhua i la tradicional exposició de fanals de gel al jardí de Zhaolin, que es va celebrar per primera vegada el 1963. La talla de neu i les recreacions amb gel i neu són famoses a tot el país, especialment entre països asiàtics com Corea, Japó, Tailàndia i Singapur.
El Festival Internacional d'Escultures de Gel i Neu de Harbin és un dels quatre festivals de gel i neu més grans del món, juntament amb el Festival de la neu de Sapporo del Japó, el Carnaval d'hivern de la ciutat de Quebec i el Festival d'esquí de Holmenkollen de Noruega.

### La Ciutat de la Música
Fundada el 1908, l'Orquestra Simfònica de Harbin és la més antiga de la Xina, així com l'escola de música, que es va fundar el 1928, també és la primera del país. La UNESCO reconegué Harbin com "La ciutat de la música" com a part de la Xarxa de Ciutats Creatives el 2010.

#### Concert de música d'estiu de Harbin

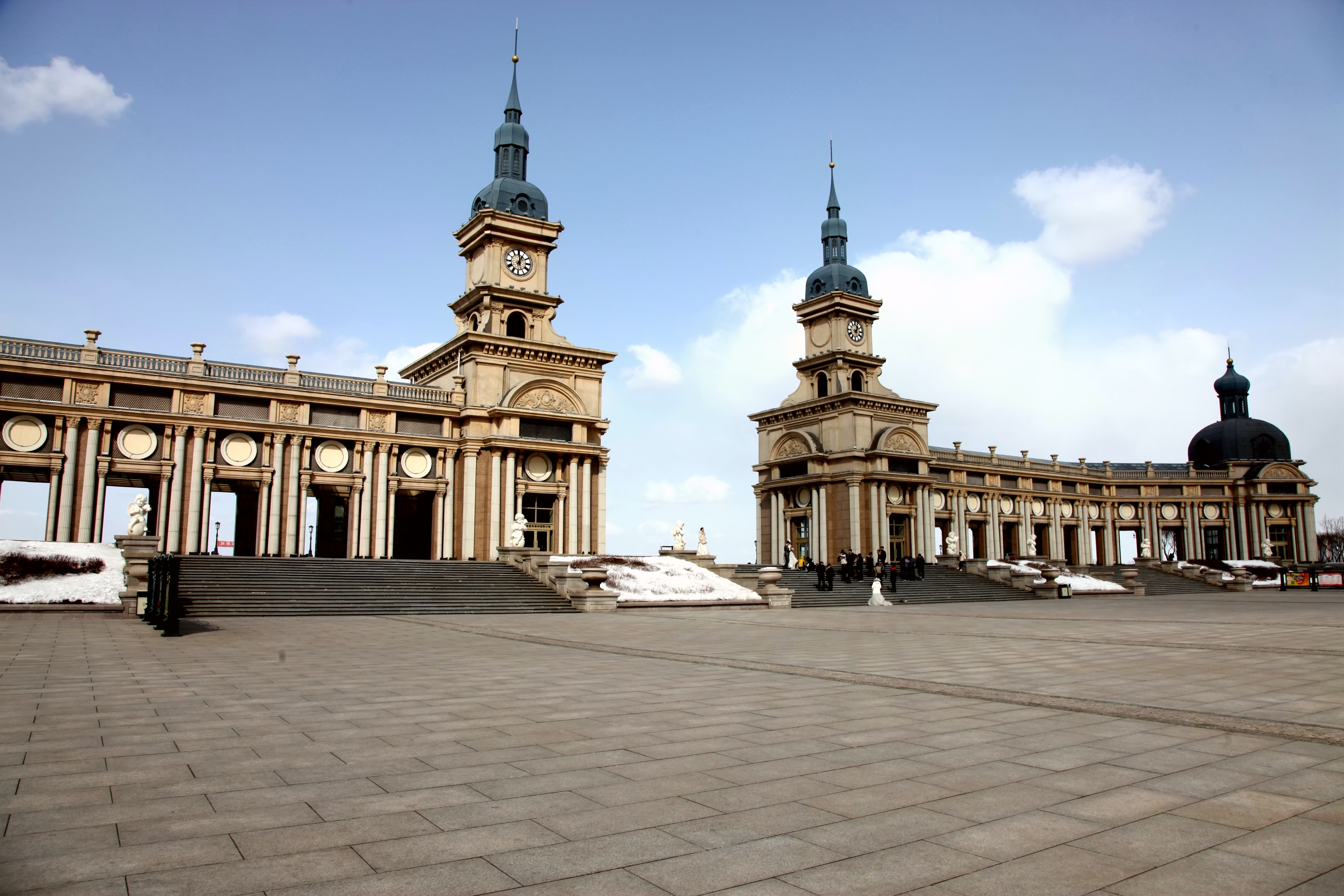
Parc de la Música de Harbin, situat a Youyi

El Concert d'estiu és un festival de concerts que se celebra el 6 d'agost cada dos anys durant un període de 10 a 11 dies. Durant el concert es fan múltiples vetllades, concert, curses i activitats. Els artistes vénen d'arreu del món.
L'agost de 1958 es va celebrar el "Mes musical d'estiu de Harbin", que després va ser rebatejat com a "Concert de música d'estiu d'Harbin". El primer concert formal es va celebrar el 5 d'agost de 1961 al Palau de la Joventut de Harbin i es va mantindre cada any fins al 1966, quan va començar la Revolució Cultural a la Xina. L'any 1979 es va recuperar el Concert i a partir de 1994 es fa cada dos anys. Com a part de la cerimònia d'obertura del Concert de música d'estiu de Harbin de 2006, es va celebrar un concert de 1.001 pianos a la plaça commemorativa de la inundació de Harbin situada a l'extrem nord de Zhongyang Dajie el 6 d'agost de 2006. Els repertoris del conjunt consistien en la Marxa Triomfal, la Marxa Militar, la Marxa Radetzky i la famosa cançó local tradicional A l'Illa del sol. Aquell concert va establir un nou rècord mundial Guinness per al conjunt de piano més gran, superant el rècord anterior realitzat per artistes alemanys en un concert de 600 pianos.

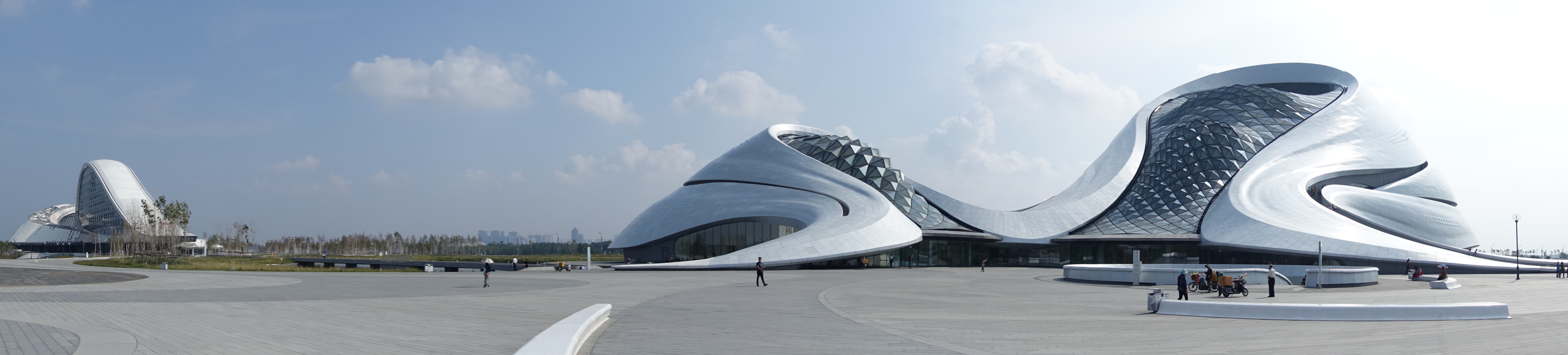
Gran Teatre de Harbin, dissenyat per MAD Studio. Situat al districte Songbei de Harbin, el teatre de l'òpera està envoltat d'aiguamolls i vies fluvials del riu Songhua.

### Mitjans de comunicació

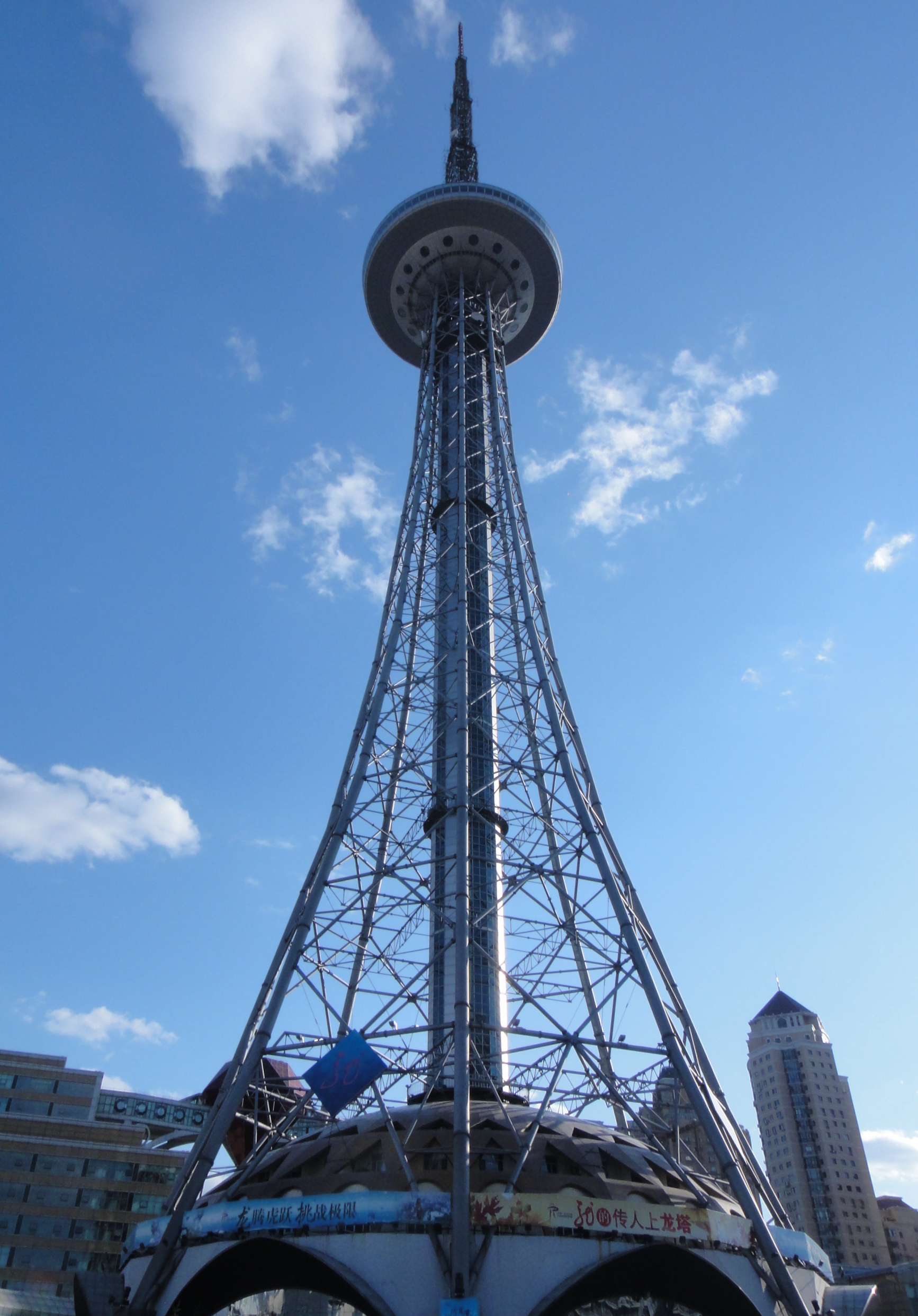
La Torre del Drac (Long Ta), de 336 metres d'alçada, serveix com a seu de HLJTV.

### Televisió i ràdio
- Heilongjiang Television (HLJTV) serveix com a mitjà de comunicació de la regió, emet en set canals així com un canal per satèl·lit per a altres províncies.
- Harbin Television (HRBTV) serveix com a emissora municipal, que té cinc canals per a programació especialitzada.
- Long Guang, Dragon Broadcast, antigament Heilongjiang People's Broadcasting Station, grup d'emissores de ràdio que dona servei a tota la regió de Heilongjiang, que ofereix set canals, inclosa una emissora en coreà.
- Harbin People's Broadcasting Station (HPBS), emet música, notícies, trànsit, economia i vida a Harbin i zones adjacents com Daqing, Suihua i Fuyu.

## Arquitectura
Harbin destaca per la seua combinació d'estils arquitectònics xinés i europeu. Molts edificis d'estil rus i altres europeus estan protegits pel govern. L'arquitectura de Harbin fa que siga coneguda pels sobrenoms de "Moscou oriental" i "París oriental" a la Xina.

### Arquitectura històrica

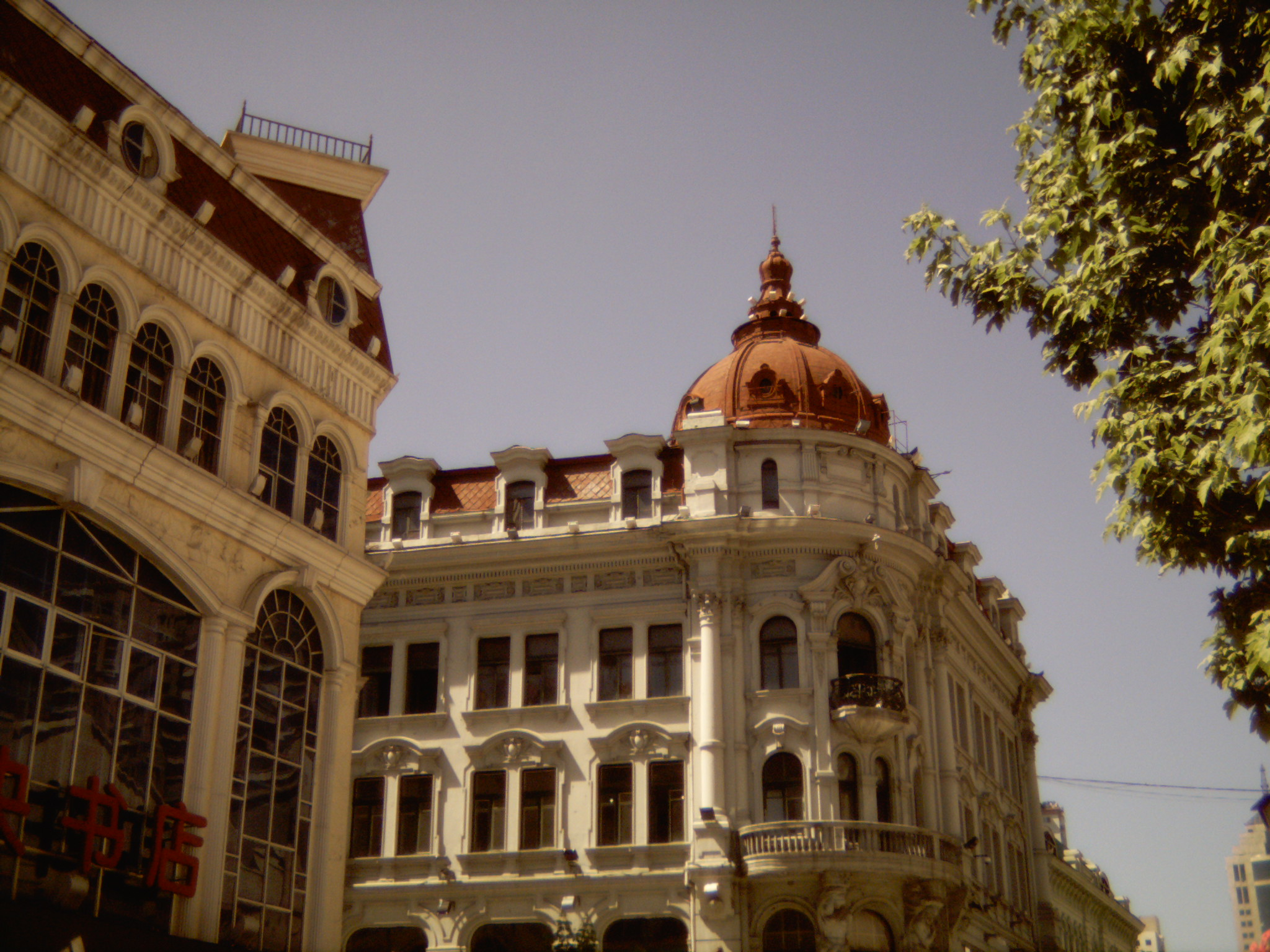
Edifici d'estil europeu al carrer Central.

Zhongyang Dajie, un dels principals carrers comercials de Harbin, és un vestigi de l'activitat comercial internacional bulliciosa a principis del segle XX. Construït per primera vegada el 1898, el carrer de 1.4 km (0.87 mi) de llargària és ara un veritable museu d'estils arquitectònics europeus: façanes barroques i romanes d'Orient, forns de pa russos i cases de moda franceses, així com estils arquitectònics no europeus: restaurants americans i japonesos.
L'església ortodoxa russa, la catedral de Santa Sofia, també es troba al districte central de Daoli. Construït el 1907 i ampliat del 1923 al 1932, es va tancar durant els períodes del Gran Salt Endavant i de la Revolució Cultural. Després de la seua designació el 1996 com a lloc del patrimoni cultural nacional (Edifici preservat de primera classe), es va convertir en un museu com a aparador de la història de la ciutat de Harbin el 1997. L'església fa 53.35 m (175.0 ft), i ocupa una superfície de 721 metres quadrats, sent un típic representant de l'arquitectura neobizantina.

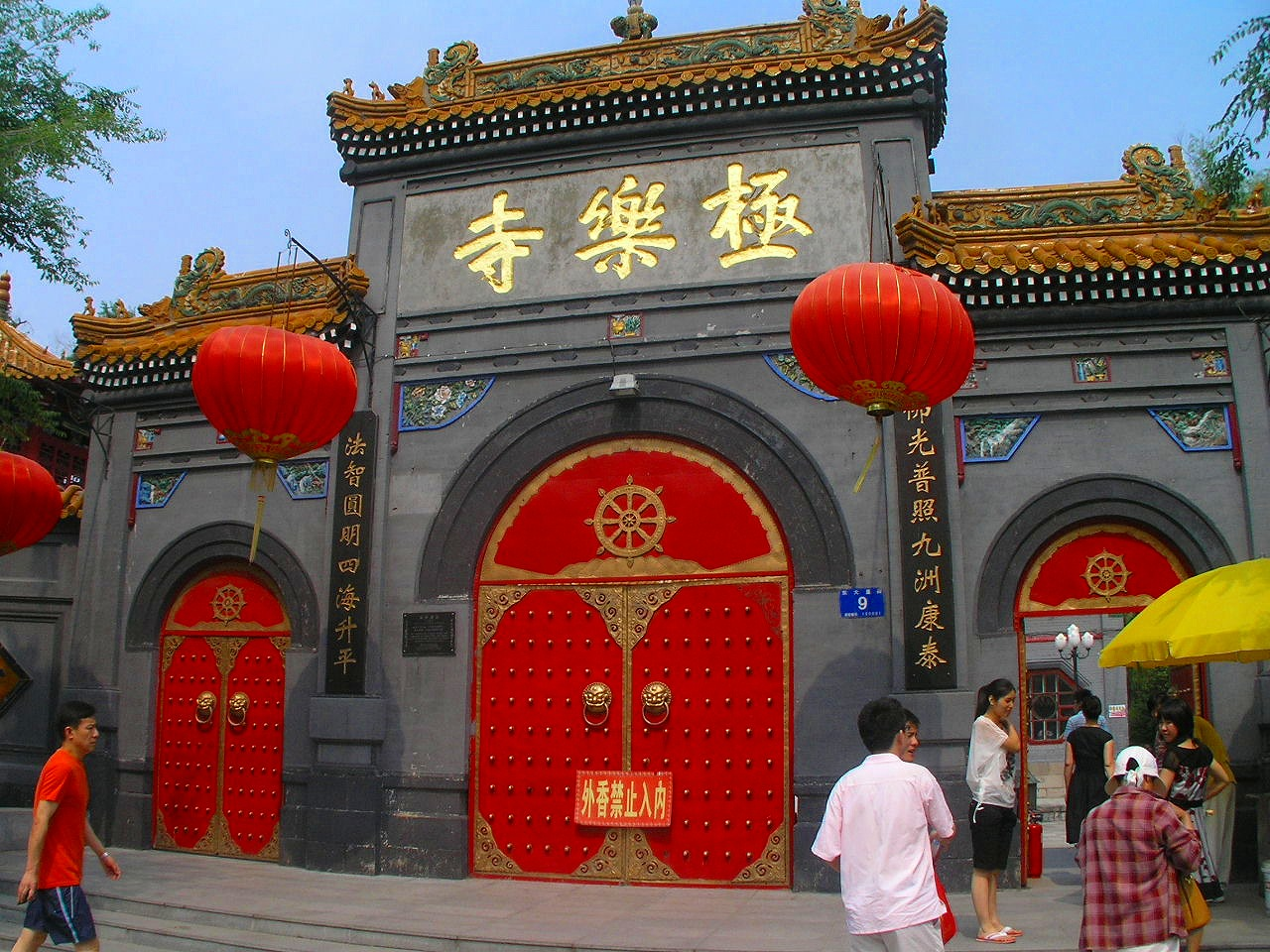
Ji Le, temple budista a Harbin.

Molts ciutadans creien que l'església ortodoxa danyava el feng shui local, per la qual cosa van donar diners per a construir un monestir budista xinés el 1921, el temple Ji Le. A data de 1949, hi havia més de 15 esglésies ortodoxes russes i dos cementiris a Harbin. Amb el final de les guerres, la Revolució Cultural posterior, i la disminució de la població d'ètnia russa, molts d'eixos edificis foren abandonats o destruïts. Actualment, queden unes 10 esglésies, però els serveis religiosos es celebren només a l'Església de la Intercessió a Harbin.

### Arquitectura moderna
El Gran teatre de Harbin es troba al centre cultural del districte de Songbei, Harbin. Té sales de 1600 i 400 seients. L'arquitectura utilitza el disseny extern de la superfície hiperbòlica heterogènia.
El Gran Teatre és un edifici emblemàtic a Harbin. Està construït d'acord amb l'aigua i és coherent amb l'entorn. Encarna el concepte de paisatge del nord. Com a equipament d'edifici públic, el teatre ofereix a persones i visitants diferents experiències espacials des del teatre, el paisatge, la plaça i la plataforma estereoscòpica. Durant el procés de disseny, l'arquitecte Ma Yansong ha instal·lat un passadís turístic únic i una plataforma d'observació. Els visitants poden contemplar la zona humida que l'envolta i gaudir del paisatge natural únic de la zona humida de Harbin.

## Esports
Com a centre dels esports d'hivern a la Xina, Harbin ha acollit els Jocs Asiàtics d'hivern de 1996 i la Universiada d'hivern de 2009. A la ciutat han nascut medallistes olímpics com l'estrela de pista curta Wang Meng (sis vegades medallista); el patinador de pista llarga Zhang Hong (2014 Sotxi, medalla d'or); i les parelles els patinadors artístics Shen Xue i Zhao Hongbo (2002 Salt Lake City, medalla de bronze; 2006 Torí, medalla de bronze; i 2010 Vancouver, medalla d'or), Zhang Dan i Zhang Hao (2006 Torí, medalla de plata), Pang Qing i Tong Jian (2010 Vancouver, medalla de plata), i Sui Wenjing i Han Cong (2022 Beijing, medalla d'or; 2018 Pyeongchang, medalla de plata).
Harbin té una pista coberta de patinatge de velocitat, la pista coberta de Heilongjiang. Inaugurada el 1995, és la més antiga del país.
La cooperació mútua de l'Acadèmia Estatal de Cultura Física de l'Extrem Orient i l'Institut d'Educació Física de Harbin va iniciar un intercanvi de delegacions esportives i culturals, celebració d'esports, formació d'estudiants xinesos a Khabarovsk i Harbin. La part russa tenia plans per a exportar el bandy a la Xina, ja que Harbin té bones condicions per convertir-se en un dels punts forts de l'esport a la Xina. L'equip nacional té la seu a Harbin, i es va confirmar per endavant que jugaria al Campionat del Món de Bandy 2015. L'equip xinés va quedar 16é d'entre 17 equips, superant Somàlia. Zhu, president de la universitat esportiva, és membre del consell de la Federació Internacional de Bandy.
El Heilongjiang Ice City Football Club juga actualment els seus partits de futbol a casa al Harbin International Conference Exhibition and Sports Center, un estadi de 50.000 localitats. L'equip va aconseguir l'ascens a la segona categoria la temporada 2018.
El KRS Heilongjiang fou l'equip professional d'hoquei sobre gel amb seu a la ciutat. Membre de la Vysshaya Khokkeynaya Liga, amb seu a Rússia, sent un dels dos equips xinesos de la lliga. L'equip estava afiliat a l'equip de la Kontinental Hockey League, també amb seu a la Xina, HC Kunlun Red Star, i desapareix el 2017, traslladant-se l'equip a Beijing.
Una estació d'esquí coberta es va obrir a Harbin el 2017, i es va anunciar com la major del seu tipus. Permet gaudir de l'esquí de muntanya durant tot l'any.

### Esdeveniments
Els Jocs Asiàtics d'Hivern de 1996 es van celebrar a Harbin. Mentre que els jocs de gel es van celebrar principalment a la ciutat de Harbin, els esdeveniments d'esquí es van celebrar a l'estació d'esquí de Yabuli, a la ciutat de Shangzhi. També se celebrà a la ciutat la Universiada d'hivern de 2009. L'Administració local va gastar 3,6 mil milions de iuans per a l'esdeveniment, amb 2,63 mil milions utilitzats en la construcció i renovació de la infraestructura esportiva.
Harbin va acollir el Campionat de la Confederació Asiàtica de Bàsquet el 2003, en què la Xina va guanyar el campionat per tretzena vegada.
Harbin va presentar la candidatura per acollir els Jocs Olímpics d'hivern de 2010, que finalment es van atorgar a Vancouver, Canadà.
El segon Carnaval Universitat d'Esports d'Hivern de la Xina-Rússia es va inaugurar el 12 de desembre de 2017. Va ser la primera vegada que se disputava un partit internacional de bandy a Harbin. La participació russa va venir del DVGAFK de Khabarovsk entre els homes i IrGTU d'Irkutsk entre les dones.

## Transport

### Ferrocarril

Sistema ferroviari al nord-est de la Xina.

Situat a la cruïlla del sistema de línia principal "estil T", Harbin és un important centre ferroviari de la regió del nord-est de la Xina. Té la primera oficina ferroviària establerta pel govern de la República Popular de la Xina, així com la densitat ferroviària més alta de la Xina. Cinc línies ferroviàries convencionals irradien des de Harbin en direcció cap a: Beijing (línia Jingha), Suifenhe (línia Binsui), Manzhouli (línia Binzhou), Beian (línia Binbei) i Lalin (línia Labin). A més, Harbin té una línia de tren d'alta velocitat que uneix Dalian, el port marítim més al sud del Dongbei. L'any 2009 es va iniciar la construcció de la nova estació de ferrocarril de Harbin Oest amb 18 andanes, situada a la part sud-oest de la ciutat. El desembre de 2012, es va inaugurar l'estació, ja que la Xina va presentar el seu primer ferrocarril d'alta velocitat que travessa regions amb temperatures hivernals extremadament baixes, amb recorreguts programats des de Harbin fins a Dalian. Els trens bala CRH380B resistents a la intempèrie que donen servei a la línia poden suportar temperatures des de menys 40 graus centígrads fins a 40 graus centígrads per sobre de zero. El ferrocarril d'alta velocitat més al nord de la Xina, el ferrocarril interurbà Harbin–Qiqihar, es va obrir al servei el 17 d'agost de 2015. El ferrocarril enllaça les tres ciutats principals més grans de Heilongjiang, com Harbin, Daqing i Qiqihar. Els ferrocarrils interurbans Harbin-Jiamusi i Harbin-Mudanjiang es van obrir al servei públic l'any 2018, connectant la capital provincial amb les principals ciutats de nivell prefectural Mudanjiang i Jiamusi.
Les principals estacions de ferrocarril de la ciutat són l'estació de tren de Harbin, que es va construir el 1899 i es va ampliar el 1989. L'estació principal es va reconstruir l'any 2017; l'estació de ferrocarril de Harbin Est, que es va inaugurar el 1934; i l'estació de ferrocarril de Harbin Oest, que es va construir com a estació de tren d'alta velocitat de la ciutat el 2012. Una altra estació principal, l'estació de ferrocarril del nord de Harbin, es va obrir al servei públic el 2015, juntament amb el nou ferrocarril de passatgers de Harbin-Qiqihar.

El servei directe de trens de passatgers està disponible des de l'estació de tren de Harbin a grans ciutats com Beijing, Shanghai, Tianjin, Guangzhou, Jinan, Nanjing i moltes altres ciutats importants de la Xina. El servei ferroviari directe d'alta velocitat va començar a funcionar entre les estacions de Harbin Oest i Shanghai Hongqiao el 28 de desembre de 2013 i redueix el temps de viatge fins a les 12 hores.

Estacions de trens de Harbin.
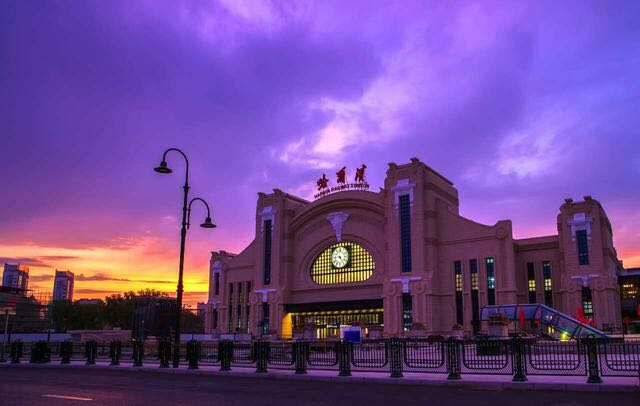
Terminal nord de l'estació de tren de Harbin
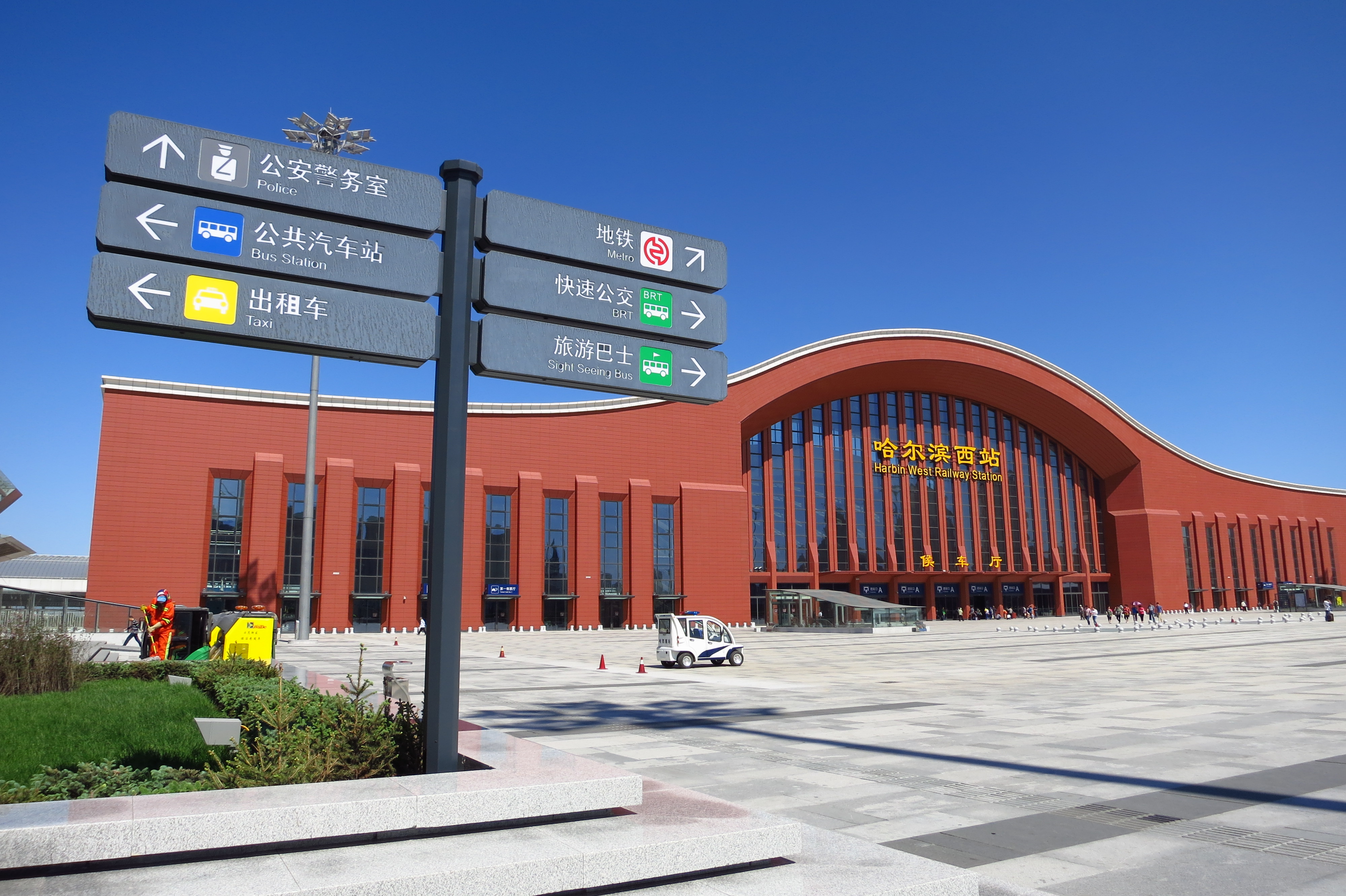
Estació de tren de Harbin Oest.
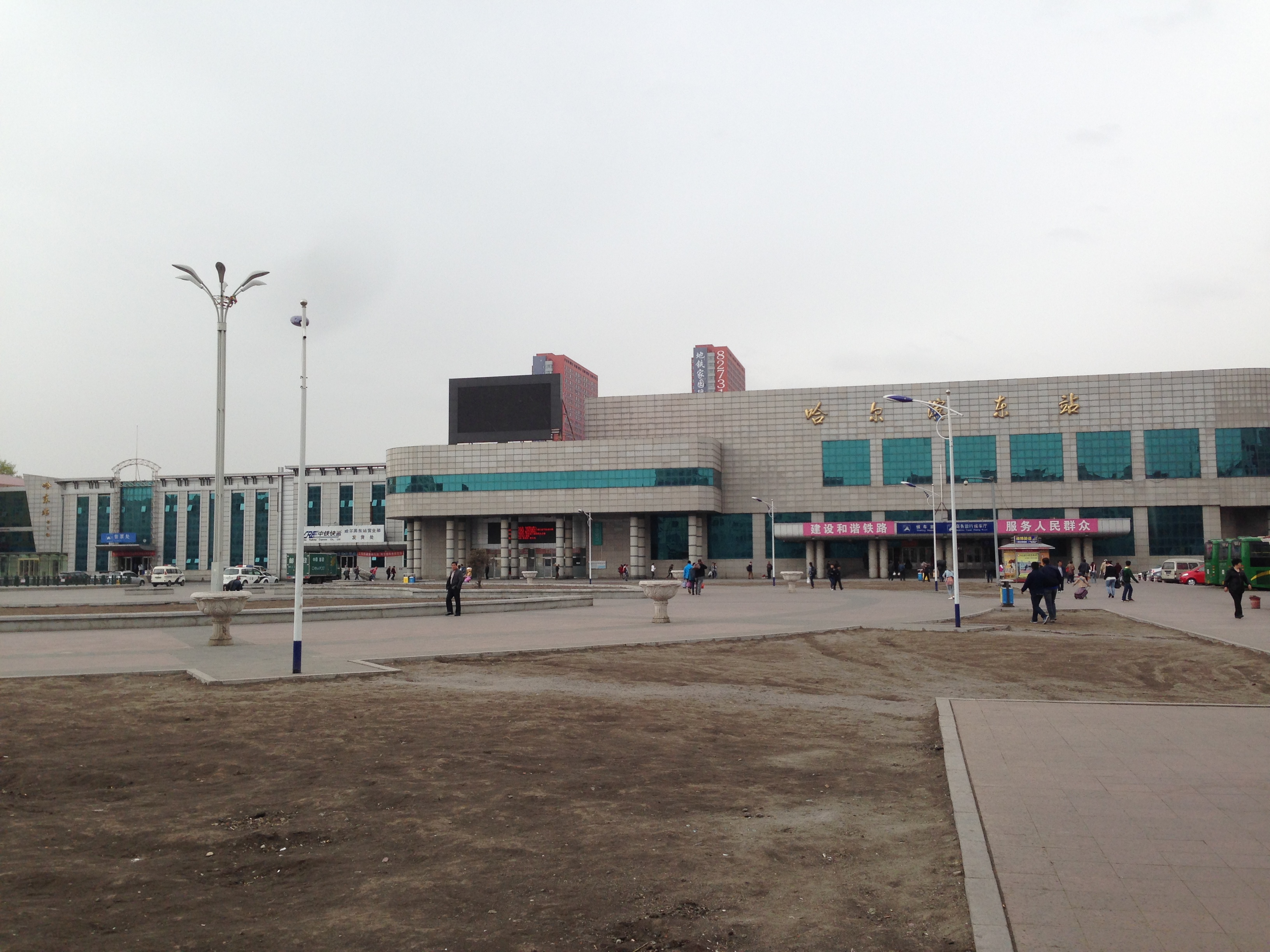
Estació de tren de Harbin Est.
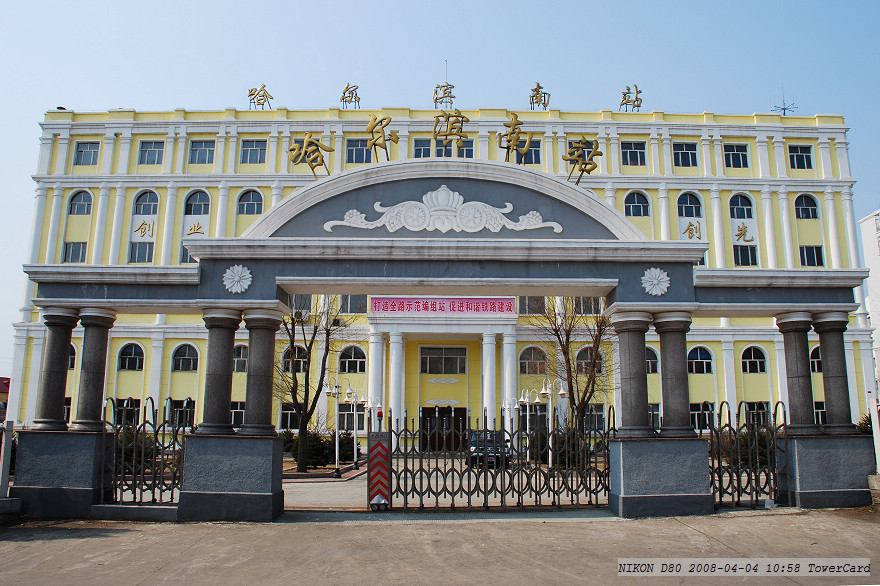
Estació de tren de Harbin Sud.
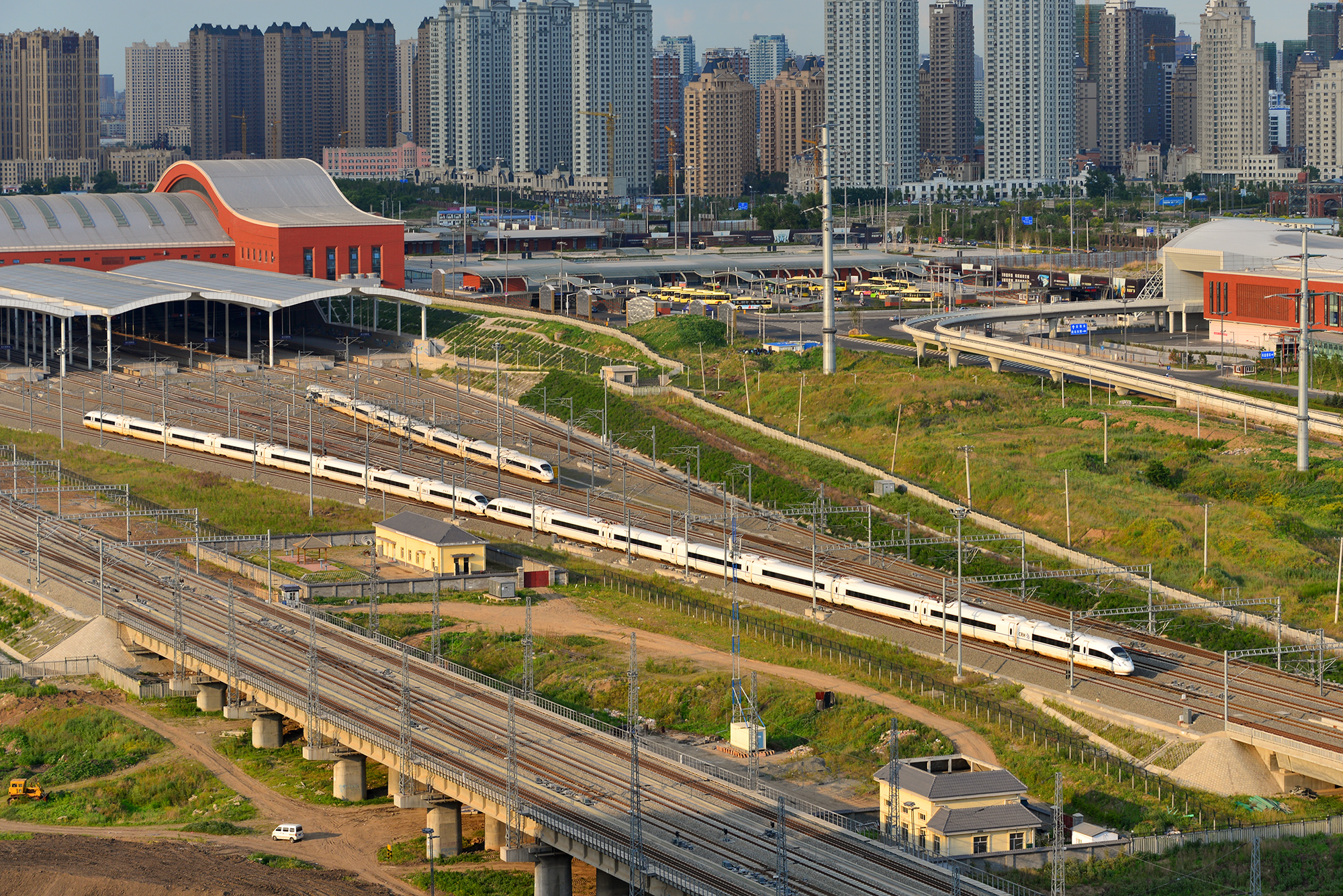
Un tren d'alta velocitat CRH entra a l'estació de ferrocarril de Harbin Oest.

### Carretera

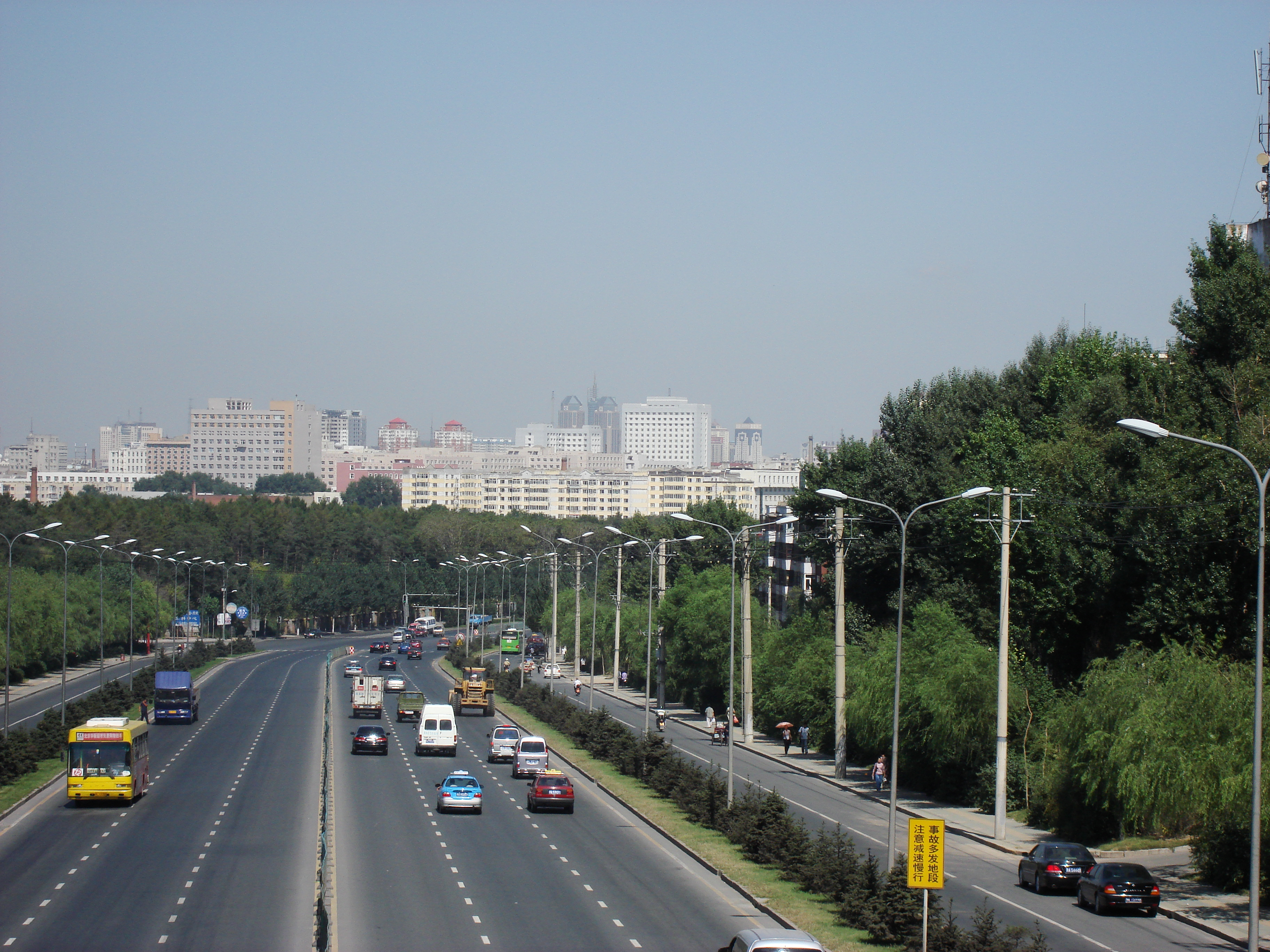
Camí de Haping, una de les principals carreteres municipals al sud de la ciutat.

Com a important centre regional al nord-est de la Xina, Harbin té un sistema de carreteres avançat. Les principals carreteres que passen o acaben a Harbin inclouen les carreteres Beijing-Harbin, Heihe-Dalian, Harbin-Tongjiang, Changchun-Harbin i Manzhouli-Suifenhe.

### Aire
L'aeroport internacional de Harbin Taiping, que es troba a 35 quilometres (22 milles) de l'àrea urbana de Harbin, és el segon aeroport internacional més gran del nord-est de la Xina. El nivell tècnic de districte de vol és 4E, que permet tot tipus d'aeronaus civils grans i mitjanes. Hi ha vols a més de trenta grans ciutats com Beijing, Tianjin, Shanghai, Nanjing, Qingdao, Wenzhou, Xiamen, Guangzhou, Shenzhen, Shenyang, Dalian, Xi'an i Hong Kong. A més, també hi ha vols internacionals programats entre Harbin i Rússia, Singapur, Malàisia i Corea del Sud. El juny de 2015 s'havien de començar les primeres rutes aèries internacionals de LCC al Japó, concretament a la ciutat de Nagoya. A causa de la limitació de la capacitat de transport de mercaderies, la construcció de la terminal T2 va començar el 31 d'octubre de 2014. La terminal T2 de 160.000 metres quadrats estava previst que s'acabara el 2017, i augmenta la capacitat de mercaderies de l'aeroport fins a tres vegades més que l'anterior.

### Metro

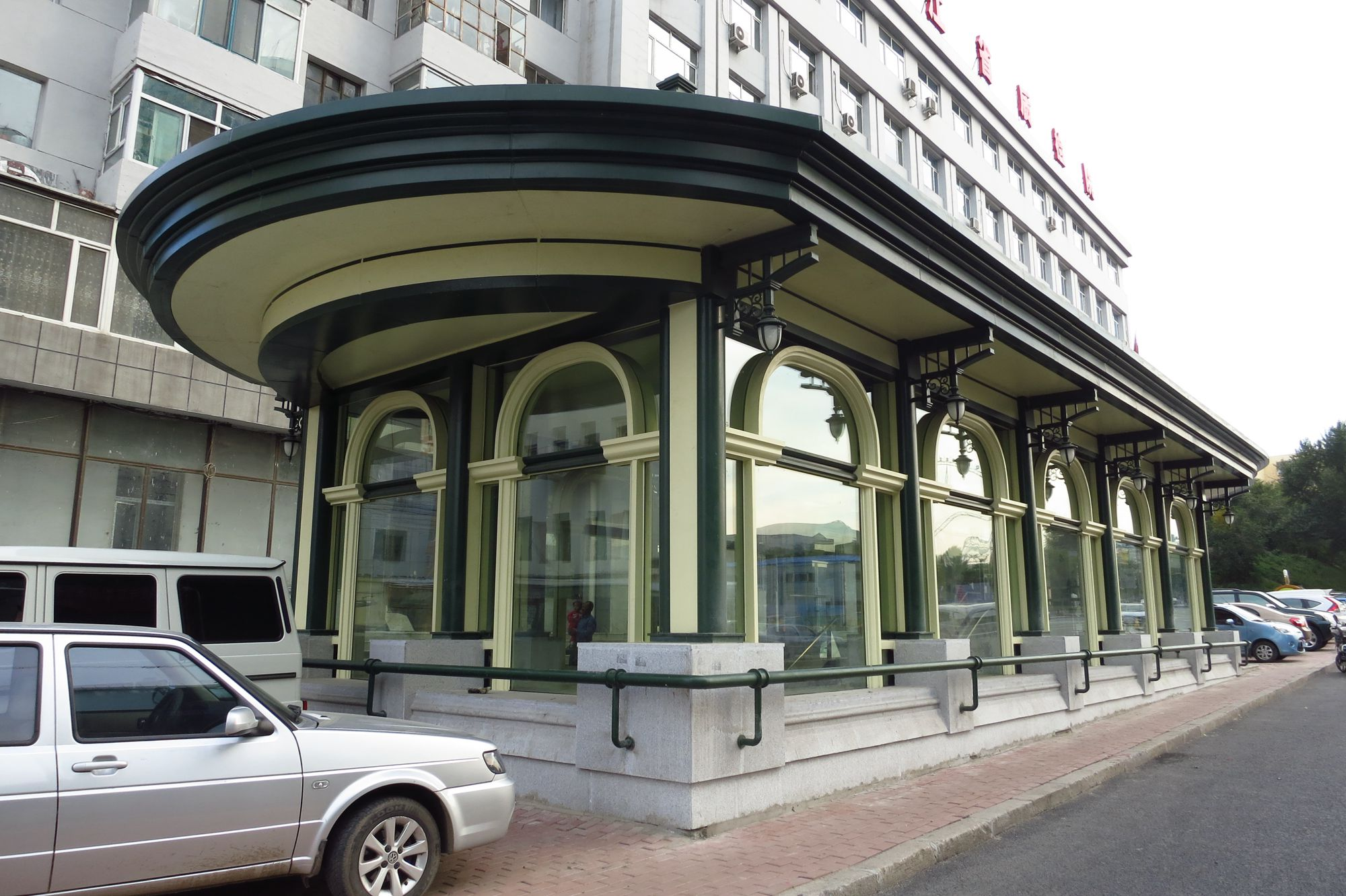
Entrada de l'estació de Taipingqiao de la línia 1, metro de Harbin.

La construcció del metro de Harbin va començar el 5 de desembre de 2006. La inversió total per a la primera fase de la línia 1 fou de 5,89 mil milions de RMB. El pla inicial consistia en instal·lar vint estacions en una línia de 17.73 km (11.02 mi) de llargària que comença en l'estació de tren de Harbin Est fins al 2n Hospital Afiliat de la Universitat Mèdica de Harbin, a l'oest de la ciutat. Al llarg de la línia es construirà una nau de metro, un centre de comandament i dos subestacions transformadores. La major part del recorregut de la línia segueix el túnel d'evacuació de defensa aèria que va sortir del projecte "7381", que va començar el 1973 i va acabar el 1979. El projecte 7381 pretenia protegir Harbin de la possible invasió o atac nuclear de l'antiga Unió Soviètica.
La línia 1 del metro de Harbin es va inaugurar el 26 de setembre de 2013. Està orientada al llarg de l'eix est-oest de l'àrea urbana d'Harbin: des del nord-est (estació de ferrocarril de Harbin Est) fins al sud-oest (2n Hospital Afiliat de la Universitat Mèdica de Harbin). La línia 2 va des del districte de Songbei fins al districte de Xiangfang i la línia 3 fa un anell que passa pels districtes de Daoli, Daowai, Nangang i Xiangfang de Harbin. El 26 de gener de 2017 es va obrir al servei públic la Fase I de la Línia 3. La línia 3 enllaça l'estació de ferrocarril de Harbin Oest amb l'estació de Yidaeryuan, l'estació de transferència entre la línia 1 i la línia 3. A llarg termini, la ciutat té previst construir nou línies de metro radiants i una línia circular al centre de la ciutat i alguns barris suburbans, que en representen per al 2025.

### Ports i vies navegables
Hi ha més de 1.900 rius a Heilongjiang, inclosos el riu Songhua, el riu Heilong i el riu Wusuli, la qual cosa crea un sistema convenient de transport fluvial. El port de Harbin és un dels huit ports interiors de la Xina i el més gran d'este tipus al nord-est de la Xina. Disponibles des de mitjans d'abril fins a principis de novembre, els vaixells de passatgers naveguen des de Harbin pel riu Songhua fins a Qiqihar, o aigües avall fins a Jiamusi, Tongjiang i Khabarovsk a Rússia.

## Educació

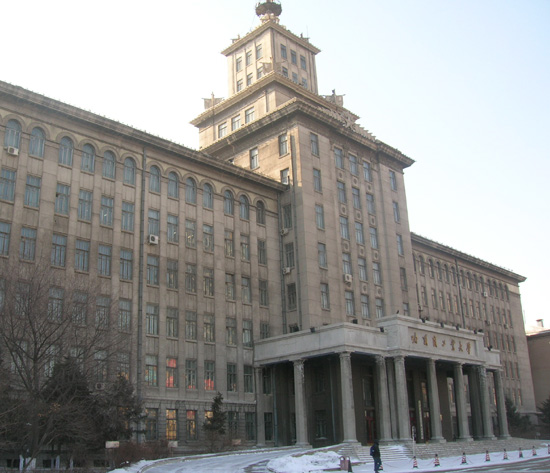
L'edifici principal de l'Institut Tecnològic de Harbin. La façana d'estil estalinista, recorda a les "Set germanes" de Moscou.

Com que Harbin serveix com a important base industrial militar després de la fundació de la República Popular, és la seu de diverses universitats clau centrades principalment en el servei de ciència i tecnologia de la indústria militar i aeroespacial nacional. Els experts soviètics tingueren un paper important en molts projectes educatius en aquell període. No obstant això, a causa de l'amenaça d'una possible guerra amb la Unió Soviètica, diversos col·legis es van traslladar cap al sud a Changsha, Chongqing i diverses altres ciutats del sud de la Xina durant la dècada del 1960, tornant-ne alguns la dècada posterior.
Entre les universitats, la més coneguda és l'Institut Tecnològic de Harbin (HIT), una de les universitats més conegudes de la Xina. Fundada el 1920 amb un fort suport de la diàspora russa connectada amb el ferrocarril oriental, la Universitat s'ha convertit en un important centre de recerca centrat principalment en enginyeria (per exemple, en ciències espacials i tecnologies relacionades amb la defensa, tecnologia de soldadura i enginyeria), amb facultats de suport en ciències, gestió, humanitats i ciències socials. El professorat i els estudiants de l'institut van contribuir i van inventar el primer ordinador analògic de la Xina, el primer ordinador intel·ligent d'escacs i el primer robot de soldadura per arc. El 2010, el finançament de la investigació del govern, la indústria i els sectors empresarials va superar els 1,13 mil milions de RMB, el segon més alt de qualsevol universitat de la Xina. L'any 2016, HIT va ocupar el seté lloc mundial a les millors universitats mundials d'enginyeria per US News.

## Militars
Harbin és ara la seu del 78è Grup d'Exèrcits de l'Exèrcit Popular d'Alliberament, un dels tres exèrcits grupals que integren el Comandament del Teatre del Nord encarregat de defensar les fronteres del nord-est de la Xina amb Rússia, Mongòlia i Corea del Nord. El 23è Grup d'Exèrcits de l'EPA solia fer guarnició a Harbin abans que es dissolguera en un cicle de reduccions el 2003.

## Relacions Internacionals
Harbin té agermanaments de ciutats i acords similars amb aproximadament 30 llocs a tot el món, així com algunes altres ciutats de la Xina.
El 2009 Harbin va obrir un museu internacional de ciutats germanes. Compta amb 1.048 exposicions en 28 sales, amb una superfície total de 1,800 metres quadrats (19,375 peus quadrats).
El 3 de setembre de 2015, la Xina i Rússia van signar un acord per reobrir el consolat rus a Harbin, ja que l'antic consolat soviètic va ser tancat el 1962 després de la divisió sino-soviètica. La Xina també establirà un consolat corresponent a Vladivostok.

## Fills ilustres
- Cui Xiuwen
- Liang Xiaosheng (1949 -) escriptor i guionista. Premi Mao Dun de Literatura de l'any 2019.